# Чемпионат мира по хоккею с шайбой 2015
Чемпионат мира по хоккею с шайбой 2015 — 79-й по счёту чемпионат мира, который прошёл в Чехии: в Праге и Остраве с 1 по 17 мая 2015 года. Такое решение было принято 21 мая 2010 года на конгрессе Международной федерации хоккея с шайбой, который проходил в Кёльне (Германия). По рейтингу ИИХФ, составленному после этого чемпионата, были определены 8 сборных, которые попали на хоккейный турнир Олимпиады-2018, а также были составлены группы для проведения квалификации на Олимпиаду.
Сборная Канады стала в 25-й раз чемпионом мира, разгромив в финале сборную России со счётом 6:1. Канадская команда одержала победы во всех десяти матчах турнира, что принесло ей денежный приз «Infront Team Jackpot» в размере одного миллиона швейцарских франков. Капитан сборной Канады Сидни Кросби стал первым хоккеистом, который завоевал титулы чемпиона мира (2015), чемпиона Олимпийских игр (2014) и обладателя Кубка Стэнли (2008/09) в роли капитана команды. После финального матча бо́льшая часть игроков сборной России покинула церемонию награждения перед тем как сборной Канады был вручён кубок чемпионов мира, а перед исполнением канадского гимна на льду не осталось ни единого представителя сборной России.
Бронзовые медали завоевала сборная США, обыгравшая в матче за 3-е место хозяев чемпионата сборную Чехии со счётом 3:0. Нападающий сборной Чехии Яромир Ягр стал самым великовозрастным (43) обладателем приза самому ценному игроку турнира (MVP). Лучшим бомбардиром по системе гол плюс пас стал канадец Джейсон Спецца (14 очков).
Чемпионат установил новый рекорд посещаемости чемпионатов мира: игры турнира посетили 741 700 зрителей, средняя посещаемость составила 11 589 зрителей за игру. Рекорд позднее был побит на чемпионате мира 2024 года, который также проходил в Чехии.

## Выбор места проведения
О своём желании принять чемпионат высказывались Украина и Чехия.
До этого Чехия подавала заявку на право проведения чемпионата мира 2014 года, однако в марте 2009 года, сославшись на экономический кризис, планируемый переход на евро в 2014, а также меньший доход из-за проведения чемпионата в один год с олимпийскими играми, отозвала заявку и стала планировать принять у себя чемпионат в 2015 году.
Выборы новой хозяйки чемпионата были проведены 21 мая 2010 года в Кёльне. Результаты голосования:
| Страна  | Голоса |
| ------- | ------ |
| Чехия   | 84     |
| Украина | 22     |

## Арены
| Чехия               |                                      |                   |
| Прага               | O2 Арена (Прага) ČEZ Арена (Острава) | Острава           |
| О2 Арена            | O2 Арена (Прага) ČEZ Арена (Острава) | ČEZ Арена         |
| Вместимость: 17 383 | O2 Арена (Прага) ČEZ Арена (Острава) | Вместимость: 8812 |
|                     | O2 Арена (Прага) ČEZ Арена (Острава) |                   |

## Участники
| 14 из Европы | Австрия ^   | Беларусь *  | Германия * | Дания *    |
| 14 из Европы | Латвия *    | Норвегия *  | Россия *   | Словакия * |
| 14 из Европы | Словения ^  | Финляндия * | Франция *  | Чехия *+   |
| 14 из Европы | Швейцария * | Швеция *    |            |            |
| 2 из Северной Америки | Канада *    | США *       |            |            |
| * 14 команд автоматически квалифицировались в высший дивизион по итогам ЧМ-2014 ^ = 2 команды перешли в высший дивизион по итогам первого дивизиона ЧМ-2014 + = страна-хозяйка |             |             |            |            |

Страны распределены по группам:
| Группа А (Прага) - Швеция (3) - Канада (4) - Чехия (5) - Швейцария (7) - Латвия (9) - Франция (12) - Германия (13) - Австрия (16) | Группа В (Острава) - Финляндия (2) - Россия (1) - США (6) - Словакия (8) - Норвегия (10) - Беларусь (11) - Словения (14) - Дания (15) |  |  |

(В скобках указано место в рейтинге ИИХФ по итогам чемпионата мира 2014 года).

## Судьи
ИИХФ выбрала 16 главных и 16 линейных судей в качестве официальных судей на чемпионате мира по хоккею в 2015 году. Ими стали следующие лица:
| - Максим Сидоренко - Павел Годек - Владимир Шиндлер - Алекси Рантала - Юри Рённ - Даниэль Пехачек - Вячеслав Буланов - Роман Гофман | - Константин Оленин - Йозеф Кубуш - Даниэль Стрикер - Тобиас Верли - Микаэль Норд - Маркус Виннерборг - Тобиас Бьёрк - Тимоти Майер |

| - Бивэн Миллс - Вит Ледерер - Мирослав Лготский - Рудольф Тошеновян - Антон Семёнов - Маси Пуолакка - Сакари Суоминен - Андре Шрадер | - Йон Киллиан - Глеб Лазарев - Петер Шефчик - Николас Флюри - Джимми Дамен - Хенрик Пильблад - Пол Карнатан - Фрэйзер Макинтайр |

## Регламент
Никаких принципиальных изменений регламент не претерпит. На групповом этапе играют 16 команд, разделённых на 2 группы по 8 команд в каждой. 14 команд попали на чемпионат по результатам предыдущего чемпионата, а ещё две — по результатам соревнований группы А первого дивизиона в Республике Корее.
За победу команда получает 3 очка; сопернику очков не даётся. Если 60 минут чистого времени заканчиваются вничью, обе команды получают по 1 очку и играют пятиминутный овертайм до первой заброшенной шайбы, где и определяется обладатель второго очка. Если и там не определяется победитель, игра продолжается в серии штрафных бросков (буллитов). Места сборных рассчитываются исходя из количества очков, а если это не помогает, то в ход идут результаты личных встреч, результативность и рейтинг ИИХФ. Команды с более высоким рейтингом окажутся выше в таблице. Лучшие 4 команды из каждой группы попадают в четвертьфинал, первая команда одной группы играет против четвёртой команды другой группы, вторая команда одной группы — против третьей команды другой группы. Далее следуют полуфинал, матч за третье место и финал.
Команды, занявшие последние места в своих группах, выбывают в первый дивизион.

## Предварительный раунд
|  | Команды, выходящие в четвертьфинал                                          |
|  | Команды, переходящие в группу A первого дивизиона чемпионата мира 2016 года |

### Группа A (Прага)
| М | Сборная   | И | В | ВО/ВБ | ПО/ПБ | П | ШЗ | ШП | РШ  | О  |
| - | --------- | - | - | ----- | ----- | - | -- | -- | --- | -- |
| 1 | Канада    | 7 | 7 | 0     | 0     | 0 | 49 | 14 | +35 | 21 |
| 2 | Швеция    | 7 | 4 | 2     | 0     | 1 | 34 | 19 | +15 | 16 |
| 3 | Чехия     | 7 | 4 | 1     | 1     | 1 | 27 | 18 | +9  | 15 |
| 4 | Швейцария | 7 | 2 | 0     | 4     | 1 | 12 | 18 | -6  | 10 |
| 5 | Германия  | 7 | 2 | 0     | 1     | 4 | 11 | 24 | -13 | 7  |
| 6 | Франция   | 7 | 1 | 1     | 0     | 5 | 13 | 20 | -7  | 5  |
| 7 | Латвия    | 7 | 0 | 2     | 1     | 4 | 11 | 25 | -14 | 5  |
| 8 | Австрия   | 7 | 0 | 2     | 1     | 4 | 10 | 29 | -19 | 5  |

| 1 мая 2015 16:15 | Канада | 6 : 1 (3:0, 2:0, 1:1) | Латвия | O2 Арена, Прага Зрителей: 16 013 |

| Отчёт | Отчёт                       | Отчёт                                                 | Отчёт                                                        | Отчёт                                |
| --- | --------------------------- | ----------------------------------------------------- | ------------------------------------------------------------ | ------------------------------------ |
| |                             |                                                       |                                                              |                                      |
| | Майк Смит — 00:00-60:00     | Вратари                                               | 00:00-23:04 — Эрвин Муштуков 23:04-60:00 — Эдгарс Масальскис | Судьи: Павел Годек Маркус Виннерборг |
| | Голы:                       |                                                       |                                                              | Судьи: Павел Годек Маркус Виннерборг |
| Натан Маккиннон — 09:57 (Д. Спецца, Д. Савар) Джейсон Спецца — 13:04 (Д. Хэмьюс, Н. Маккиннон) Мэтт Дюшен — 14:11 (Т. Холл, Т. Бэрри) Тайлер Тоффоли — 22:20 (Д. Хэмьюс, Б. Бёрнс) Джейсон Спецца — 23:04 (Н. Маккиннон, С. Кросби) Сидни Кросби (бул.) — 59:37 | 1:0 2:0 3:0 4:0 5:0 5:1 6:1 | 52:06 — Каспарс Даугавиньш (Л. Дарзиньш, А. Джериньш) |                                                              | Судьи: Павел Годек Маркус Виннерборг |
| |                             |                                                       |                                                              | Судьи: Павел Годек Маркус Виннерборг |
| |                             |                                                       |                                                              | Судьи: Павел Годек Маркус Виннерборг |
| |                             |                                                       |                                                              | Судьи: Павел Годек Маркус Виннерборг |
| 2 мин | Штраф                       | 6 мин                                                 |                                                              | Судьи: Павел Годек Маркус Виннерборг |
| |                             |                                                       |                                                              |                                      |
| | 42                          | Броски                                                | 17                                                           |                                      |

| 1 мая 2015 20:15 | Чехия | 5 : 6 (Б) (1:2, 0:1, 4:2, 0:0, 0:1) | Швеция | O2 Арена, Прага Зрителей: 17 383 |

| Отчёт | Отчёт                                                | Отчёт | Отчёт                                | Отчёт                                 |
| --- | ---------------------------------------------------- | --- | ------------------------------------ | ------------------------------------- |
| |                                                      | |                                      |                                       |
| | Александр Салак — 00:00-65:00                        | Вратари | 00:00-58:15 — Юнас Энрот 59:07-65:00 | Судьи: Даниэль Пехачек Алекси Рантала |
| | Голы:                                                | |                                      | Судьи: Даниэль Пехачек Алекси Рантала |
| Яромир Ягр (бол.) — 13:28 (Я. Накладал, Я. Ворачек) Томаш Гертл (бол.) — 42:52 (О. Немец, Я. Клепиш) Доминик Симон — 51:34 (Я. Гейда) Роман Червенка — 52:31 (Я. Ворачек, П. Часлава) Мартин Затёвич — 56:53 (И. Новотны, Д. Симон) Якуб Клепиш Якуб Ворачек Владимир Соботка | 0:1 0:2 1:2 1:3 2:3 2:4 3:4 4:4 5:4 5:5 5:6 Буллиты: | 03:23 — Юэль Лундквист (М. Шёгрен, Я. Юсефсон) 07:30 — Стаффан Крунвалль (бол.) (М. Экхольм, А. Ландер) 34:34 — Виктор Раск (Э. Линдхольм, С. Яльмарссон) 44:08 — Юаким Линдстрём (О. Мёллер) 59:07 — Маттиас Шёгрен (бол.) (Ю. Линдстрём, Дж. Клингберг) 65:00 — Оливер Экман-Ларссон (поб. бул.) Элиас Линдхольм Якоб Юсефсон Оливер Экман-Ларссон |                                      | Судьи: Даниэль Пехачек Алекси Рантала |
| |                                                      | |                                      | Судьи: Даниэль Пехачек Алекси Рантала |
| |                                                      | |                                      | Судьи: Даниэль Пехачек Алекси Рантала |
| |                                                      | |                                      | Судьи: Даниэль Пехачек Алекси Рантала |
| 8 мин | Штраф                                                | 10 мин |                                      | Судьи: Даниэль Пехачек Алекси Рантала |
| |                                                      | |                                      |                                       |
| | 28                                                   | Броски | 25                                   |                                       |

| 2 мая 2015 12:15 | Швейцария | 3 : 4 (Б) (1:0, 1:1, 1:2, 0:0, 0:1) | Австрия | O2 Арена, Прага Зрителей: 13 953 |

| Отчёт | Отчёт                                | Отчёт | Отчёт                                        | Отчёт                              |
| --- | ------------------------------------ | --- | -------------------------------------------- | ---------------------------------- |
| |                                      | |                                              |                                    |
| | Рето Берра — 00:00-65:00             | Вратари | 00:00-58:44 — Бернхард Штаркбаум 59:10-65:00 | Судьи: Йозеф Кубуш Даниэль Пехачек |
| | Голы:                                | |                                              | Судьи: Йозеф Кубуш Даниэль Пехачек |
| Фелисьен Дю Буа — 01:14 (К. Фиала, К. Элмонд) Андрес Амбюль (мен.) — 25:54 (Р. Йоси) Маттиас Бибер — 51:01 (К. Элмонд, Р. Гроссман) Рето Зури Дамьен Бруннер Роман Йоси | 1:0 1:1 2:1 2:2 3:2 3:3 3:4 Буллиты: | 22:12 — Томас Раффль (А. Паллештранг) 43:33 — Брайан Леблер (Р. Хербургер) 59:10 — Михаэль Раффль (Т. Раффль, М. Шумниг) 65:00 — Константин Комарек (поб. бул.) Михаэль Раффль Константин Комарек |                                              | Судьи: Йозеф Кубуш Даниэль Пехачек |
| |                                      | |                                              | Судьи: Йозеф Кубуш Даниэль Пехачек |
| |                                      | |                                              | Судьи: Йозеф Кубуш Даниэль Пехачек |
| |                                      | |                                              | Судьи: Йозеф Кубуш Даниэль Пехачек |
| 4 мин | Штраф                                | 8 мин |                                              | Судьи: Йозеф Кубуш Даниэль Пехачек |
| |                                      | |                                              |                                    |
| | 37                                   | Броски | 25                                           |                                    |

| 2 мая 2015 16:15 | Франция | 1 : 2 (0:1, 0:0, 1:1) | Германия | O2 Арена, Прага Зрителей: 14 903 |

| Отчёт                              | Отчёт                       | Отчёт                                                                              | Отчёт                       | Отчёт                            |
| ---------------------------------- | --------------------------- | ---------------------------------------------------------------------------------- | --------------------------- | -------------------------------- |
|                                    |                             |                                                                                    |                             |                                  |
|                                    | Кристобаль Юэ — 00:00-59:30 | Вратари                                                                            | 00:00-60:00 — Деннис Эндрас | Судьи: Вячеслав Буланов Юри Рённ |
|                                    | Голы:                       |                                                                                    |                             | Судьи: Вячеслав Буланов Юри Рённ |
| Дамьен Флёри — 50:44 (С. Да Коста) | 0:1 :1 1:2                  | 12:10 — Михаэль Вольф (Т. Ридер, П. Хагер) 59:00 — Патрик Раймер (бол.) (П. Хагер) |                             | Судьи: Вячеслав Буланов Юри Рённ |
|                                    |                             |                                                                                    |                             | Судьи: Вячеслав Буланов Юри Рённ |
|                                    |                             |                                                                                    |                             | Судьи: Вячеслав Буланов Юри Рённ |
|                                    |                             |                                                                                    |                             | Судьи: Вячеслав Буланов Юри Рённ |
| 10 мин                             | Штраф                       | 14 мин                                                                             |                             | Судьи: Вячеслав Буланов Юри Рённ |
|                                    |                             |                                                                                    |                             |                                  |
|                                    | 25                          | Броски                                                                             | 26                          |                                  |

| 2 мая 2015 20:15 | Латвия | 2 : 4 (1:0, 1:3, 0:1) | Чехия | O2 Арена, Прага Зрителей: 17 383 |

| Отчёт                                                                                             | Отчёт                           | Отчёт | Отчёт                                                       | Отчёт                                    |
| ------------------------------------------------------------------------------------------------- | ------------------------------- | --- | ----------------------------------------------------------- | ---------------------------------------- |
|                                                                                                   |                                 | |                                                             |                                          |
|                                                                                                   | Эдгарс Масальскис — 00:00-60:00 | Вратари | 00:00-23:18 — Александр Салак 23:18-60:00 — Ондржей Павелец | Судьи: Константин Оленин Даниэль Стрикер |
|                                                                                                   | Голы:                           | |                                                             | Судьи: Константин Оленин Даниэль Стрикер |
| Каспарс Даугавиньш (бол.) — 13:13 (Л. Дарзиньш, Г. Галвиньш) Микелис Редлихс — 23:18 (Я. Спруктс) | 1:0 1:1 2:1 2:2 2:3 2:4         | 22:01 — Михал Йордан (Р. Червенка, И. Новотны) 24:25 — Ян Коварж (бол.) (Я. Накладал, М. Эрат) 32:44 — Яромир Ягр (бол.) (М. Эрат, Я. Коварж) 45:29 — Якуб Ворачек (бол.) (Я. Коварж, Я. Накладал) |                                                             | Судьи: Константин Оленин Даниэль Стрикер |
|                                                                                                   |                                 | |                                                             | Судьи: Константин Оленин Даниэль Стрикер |
|                                                                                                   |                                 | |                                                             | Судьи: Константин Оленин Даниэль Стрикер |
|                                                                                                   |                                 | |                                                             | Судьи: Константин Оленин Даниэль Стрикер |
| 35 мин                                                                                            | Штраф                           | 8 мин |                                                             | Судьи: Константин Оленин Даниэль Стрикер |
|                                                                                                   |                                 | |                                                             |                                          |
|                                                                                                   | 10                              | Броски | 35                                                          |                                          |

| 3 мая 2015 12:15 | Австрия | 1 : 6 (0:3, 0:3, 1:0) | Швеция | O2 Арена, Прага Зрителей: 14 051 |

| Отчёт                                           | Отчёт                                                      | Отчёт | Отчёт                         | Отчёт                               |
| ----------------------------------------------- | ---------------------------------------------------------- | --- | ----------------------------- | ----------------------------------- |
|                                                 |                                                            | |                               |                                     |
|                                                 | Рене Светте — 00:00-31:14 Бернхард Штаркбаум — 31:14-60:00 | Вратари | 00:00-60:00 — Андерс Нильссон | Судьи: Роман Гофман Даниэль Стрикер |
|                                                 | Голы:                                                      | |                               | Судьи: Роман Гофман Даниэль Стрикер |
| Доминик Хайнрих — 53:17 (К. Комарек, М. Латуза) | 0:1 0:2 0:3 0:4 0:5 0:6 1:6                                | 13:38 — Филип Форсберг 18:37 — Оскар Клефбом (М. Шёгрен, Я. Юсефсон) 19:18 — Антон Ландер (Л. Эрикссон, Ф. Форсберг) 28:22 — Филип Форсберг (Л. Эрикссон, О. Экман-Ларссон) 29:13 — Элиас Линхольм 31:14 — Филип Форсберг (А. Ландер, О. Экман-Ларссон) |                               | Судьи: Роман Гофман Даниэль Стрикер |
|                                                 |                                                            | |                               | Судьи: Роман Гофман Даниэль Стрикер |
|                                                 |                                                            | |                               | Судьи: Роман Гофман Даниэль Стрикер |
|                                                 |                                                            | |                               | Судьи: Роман Гофман Даниэль Стрикер |
| 12 мин                                          | Штраф                                                      | 18 мин |                               | Судьи: Роман Гофман Даниэль Стрикер |
|                                                 |                                                            | |                               |                                     |
|                                                 | 17                                                         | Броски | 41                            |                                     |

| 3 мая 2015 16:15 | Канада | 10 : 0 (4:0, 5:0, 1:0) | Германия | O2 Арена, Прага Зрителей: 15 046 |

| Отчёт | Отчёт                                    | Отчёт   | Отчёт                                                          | Отчёт                                |
| --- | ---------------------------------------- | ------- | -------------------------------------------------------------- | ------------------------------------ |
| |                                          |         |                                                                |                                      |
| | Мартин Джонс — 00:00-60:00               | Вратари | 00:00-24:29 — Деннис Эндрас 24:29-60:00 — Дэнни Аус ден Биркен | Судьи: Йозеф Кубуш Константин Оленин |
| | Голы:                                    |         |                                                                | Судьи: Йозеф Кубуш Константин Оленин |
| Сидни Кросби — 08:02 (Р. О’Райли) Тэйлор Холл — 08:25 (Дж. Эберле, М. Дюшен) Коди Икин — 16:58 (Р. О’Райли) Коди Икин — 19:49 (Т. Тоффоли) Тэйлор Холл — 22:10 (М. Дюшен, Дж. Эберле) Аарон Экблад — 24:29 (К. Жиру, П. Уиркош) Клод Жиру — 27:34 (Т. Эннис, Д. Савар) Тайлер Эннис — 35:16 (К. Жиру, Д. Хэмьюс) Тэйлор Холл — 39:37 (М. Дюшен, Дж. Маззин) Мэтт Дюшен (бул.) — 42:03 | 1:0 2:0 3:0 4:0 5:0 6:0 7:0 8:0 9:0 10:0 |         |                                                                | Судьи: Йозеф Кубуш Константин Оленин |
| |                                          |         |                                                                | Судьи: Йозеф Кубуш Константин Оленин |
| |                                          |         |                                                                | Судьи: Йозеф Кубуш Константин Оленин |
| |                                          |         |                                                                | Судьи: Йозеф Кубуш Константин Оленин |
| 6 мин | Штраф                                    | 2 мин   |                                                                | Судьи: Йозеф Кубуш Константин Оленин |
| |                                          |         |                                                                |                                      |
| | 34                                       | Броски  | 17                                                             |                                      |

| 3 мая 2015 20:15 | Франция | 1 : 3 (0:1, 0:1, 1:1) | Швейцария | O2 Арена, Прага Зрителей: 8780 |

| Отчёт             | Отчёт                                   | Отчёт | Отчёт                          | Отчёт                             |
| ----------------- | --------------------------------------- | --- | ------------------------------ | --------------------------------- |
|                   |                                         | |                                |                                   |
|                   | Кристобаль Юэ — 00:00-58:55 59:06-60:00 | Вратари | 00:00-60:00 — Леонардо Дженони | Судьи: Павел Годек Алекси Рантала |
|                   | Голы:                                   | |                                | Судьи: Павел Годек Алекси Рантала |
| Дамьен Ро — 48:31 | 0:1 0:2 1:2 1:3                         | 15:36 — Денис Холленштайн (бол.) (Д. Бруннер, Р. Йоси) 21:24 — Роман Йоси (К. Фиала, Э. Блум) 59:06 — Рето Зури (п.в.) (Д. Бруннер) |                                | Судьи: Павел Годек Алекси Рантала |
|                   |                                         | |                                | Судьи: Павел Годек Алекси Рантала |
|                   |                                         | |                                | Судьи: Павел Годек Алекси Рантала |
|                   |                                         | |                                | Судьи: Павел Годек Алекси Рантала |
| 63 мин            | Штраф                                   | 12 мин |                                | Судьи: Павел Годек Алекси Рантала |
|                   |                                         | |                                |                                   |
|                   | 20                                      | Броски | 35                             |                                   |

| 4 мая 2015 16:15 | Латвия | 1 : 8 (0:1, 1:3, 0:4) | Швеция | O2 Арена, Прага Зрителей: 15 315 |

| Отчёт                                                | Отчёт                               | Отчёт | Отчёт                    | Отчёт                             |
| ---------------------------------------------------- | ----------------------------------- | --- | ------------------------ | --------------------------------- |
|                                                      |                                     | |                          |                                   |
|                                                      | Эдгарс Масальскис — 00:00-60:00     | Вратари | 00:00-60:00 — Юнас Энрот | Судьи: Павел Годек Алекси Рантала |
|                                                      | Голы:                               | |                          | Судьи: Павел Годек Алекси Рантала |
| Лаурис Дарзиньш — 32:53 (К. Даугавиньш, Г. Галвиньш) | 0:1 0:2 1:2 1:3 1:4 1:5 1:6 1:7 1:8 | 17:37 — Луи Эрикссон (бол.) 30:05 — Луи Эрикссон (бол.) (М. Экхольм, С. Крунвалль) 33:03 — Филип Форсберг (бул.) 39:46 — Луи Эрикссон (Ю. Анелёв) 44:43 — Оскар Мёллер (бол.) (О. Экман-Ларссон, Дж. Клингберг) 49:32 — Якоб Юсефсон (Ю. Лундквист) 57:04 — Юэль Лундквист (С. Яльмарссон, О. Экман-Ларссон) 59:51 — Виктор Раск (Дж. Эрикссон, Э. Линдхольм) |                          | Судьи: Павел Годек Алекси Рантала |
|                                                      |                                     | |                          | Судьи: Павел Годек Алекси Рантала |
|                                                      |                                     | |                          | Судьи: Павел Годек Алекси Рантала |
|                                                      |                                     | |                          | Судьи: Павел Годек Алекси Рантала |
| 10 мин                                               | Штраф                               | 10 мин |                          | Судьи: Павел Годек Алекси Рантала |
|                                                      |                                     | |                          |                                   |
|                                                      | 20                                  | Броски | 36                       |                                   |

| 4 мая 2015 20:15 | Канада | 6 : 3 (2:1, 1:1, 3:1) | Чехия | O2 Арена, Прага Зрителей: 17 383 |

| Отчёт | Отчёт                               | Отчёт | Отчёт                                     | Отчёт                            |
| --- | ----------------------------------- | --- | ----------------------------------------- | -------------------------------- |
| |                                     | |                                           |                                  |
| | Майк Смит — 00:00-60:00             | Вратари | 00:00-58:11 — Ондржей Павелец 58:31-60:00 | Судьи: Вячеслав Буланов Юри Рённ |
| | Голы:                               | |                                           | Судьи: Вячеслав Буланов Юри Рённ |
| Джордан Эберле — 04:18 (А. Экблад, М. Дюшен) Тэйлор Холл — 19:02 (Д. Маззин, Д. Эберле) Шон Кутюрье — 37:40 (Т. Тоффоли) Тайлер Сегин (бол.) — 42:02 (Т. Холл, Т. Бэрри) Сидни Кросби (бол.) — 50:07 (К. Жиру) Тайлер Тоффоли (п.в.) — 58:31 (Р. О'Райли, Н. Маккиннон) | 1:0 2:0 2:1 2:2 3:2 4:2 5:2 5:3 6:3 | 19:22 — Мартин Эрат (Я. Коварж, Я. Ягр) 35:45 — Мартин Затёвич (Д. Симон, Я. Коларж) 57:36 — Владимир Соботка (Я. Ворачек) |                                           | Судьи: Вячеслав Буланов Юри Рённ |
| |                                     | |                                           | Судьи: Вячеслав Буланов Юри Рённ |
| |                                     | |                                           | Судьи: Вячеслав Буланов Юри Рённ |
| |                                     | |                                           | Судьи: Вячеслав Буланов Юри Рённ |
| 10 мин | Штраф                               | 14 мин |                                           | Судьи: Вячеслав Буланов Юри Рённ |
| |                                     | |                                           |                                  |
| | 38                                  | Броски | 25                                        |                                  |

| 5 мая 2015 16:15 | Швейцария | 1 : 0 (0:0, 0:0, 1:0) | Германия | O2 Арена, Прага Зрителей: 10 253 |

| Отчёт                                           | Отчёт                          | Отчёт   | Отчёт                        | Отчёт                                |
| ----------------------------------------------- | ------------------------------ | ------- | ---------------------------- | ------------------------------------ |
|                                                 |                                |         |                              |                                      |
|                                                 | Леонардо Дженони — 00:00-60:00 | Вратари | 00:00-60:00 — Тимо Пильмайер | Судьи: Микаэль Норд Вячеслав Буланов |
|                                                 | Голы:                          |         |                              | Судьи: Микаэль Норд Вячеслав Буланов |
| Денис Холленштайн — 52:16 (Д. Брюннер, К. Роми) | 1:0                            |         |                              | Судьи: Микаэль Норд Вячеслав Буланов |
|                                                 |                                |         |                              | Судьи: Микаэль Норд Вячеслав Буланов |
|                                                 |                                |         |                              | Судьи: Микаэль Норд Вячеслав Буланов |
|                                                 |                                |         |                              | Судьи: Микаэль Норд Вячеслав Буланов |
| 6 мин                                           | Штраф                          | 12 мин  |                              | Судьи: Микаэль Норд Вячеслав Буланов |
|                                                 |                                |         |                              |                                      |
|                                                 | 18                             | Броски  | 18                           |                                      |

| 5 мая 2015 20:15 | Австрия | 0 : 2 (0:0, 0:0, 0:2) | Франция | O2 Арена, Прага Зрителей: 5857 |

| Отчёт | Отчёт                                                    | Отчёт                                                                                  | Отчёт                       | Отчёт                                |
| ----- | -------------------------------------------------------- | -------------------------------------------------------------------------------------- | --------------------------- | ------------------------------------ |
|       |                                                          |                                                                                        |                             |                                      |
|       | Бернхард Штаркбаум — 00:00-58:45 59:02-59:20 59:33-60:00 | Вратари                                                                                | 00:00-60:00 — Кристобаль Юэ | Судьи: Тобиас Верли Владимир Шиндлер |
|       | Голы:                                                    |                                                                                        |                             | Судьи: Тобиас Верли Владимир Шиндлер |
|       | 0:1 0:2                                                  | 46:13 — Дамьен Флёри (С. Да Коста, Й. Овитю) 59:02 — Лоран Мёнье (С. Трей, К. Эккефей) |                             | Судьи: Тобиас Верли Владимир Шиндлер |
|       |                                                          |                                                                                        |                             | Судьи: Тобиас Верли Владимир Шиндлер |
|       |                                                          |                                                                                        |                             | Судьи: Тобиас Верли Владимир Шиндлер |
|       |                                                          |                                                                                        |                             | Судьи: Тобиас Верли Владимир Шиндлер |
| 6 мин | Штраф                                                    | 2 мин                                                                                  |                             | Судьи: Тобиас Верли Владимир Шиндлер |
|       |                                                          |                                                                                        |                             |                                      |
|       | 23                                                       | Броски                                                                                 | 28                          |                                      |

| 6 мая 2015 16:15 | Швейцария | 1 : 2 (OT) (0:0, 0:1, 1:0, 0:1) | Латвия | O2 Арена, Прага Зрителей: 10 856 |

| Отчёт                 | Отчёт                    | Отчёт                                                                                      | Отчёт                           | Отчёт                                    |
| --------------------- | ------------------------ | ------------------------------------------------------------------------------------------ | ------------------------------- | ---------------------------------------- |
|                       |                          |                                                                                            |                                 |                                          |
|                       | Рето Берра — 00:00-62:19 | Вратари                                                                                    | 00:00-62:19 — Эдгарс Масальскис | Судьи: Максим Сидоренко Владимир Шиндлер |
|                       | Голы:                    |                                                                                            |                                 | Судьи: Максим Сидоренко Владимир Шиндлер |
| Маттиас Бибер — 58:09 | 0:1 :1 1:2               | 24:19 — Андрис Джериньш (К. Редлихс, Л. Дарзиньш) 62:19 — Каспарс Даугавиньш (Л. Дарзиньш) |                                 | Судьи: Максим Сидоренко Владимир Шиндлер |
|                       |                          |                                                                                            |                                 | Судьи: Максим Сидоренко Владимир Шиндлер |
|                       |                          |                                                                                            |                                 | Судьи: Максим Сидоренко Владимир Шиндлер |
|                       |                          |                                                                                            |                                 | Судьи: Максим Сидоренко Владимир Шиндлер |
| 6 мин                 | Штраф                    | 10 мин                                                                                     |                                 | Судьи: Максим Сидоренко Владимир Шиндлер |
|                       |                          |                                                                                            |                                 |                                          |
|                       | 36                       | Броски                                                                                     | 21                              |                                          |

| 6 мая 2015 20:15 | Швеция | 4 : 6 (3:0, 1:3, 0:3) | Канада | O2 Арена, Прага Зрителей: 16 695 |

| Отчёт | Отчёт                                     | Отчёт | Отчёт                   | Отчёт                        |
| --- | ----------------------------------------- | --- | ----------------------- | ---------------------------- |
| |                                           | |                         |                              |
| | Андерс Нильссон — 00:00-58:04 58:10-58:39 | Вратари | 00:00-60:00 — Майк Смит | Судьи: Тобиас Верли Юри Рённ |
| | Голы:                                     | |                         | Судьи: Тобиас Верли Юри Рённ |
| Антон Ландер — 05:06 (Дж. Эрикссон, П. Гранберг) Виктор Раск — 17:21 (Э. Линдхольм, О. Клефбом) Филип Форсберг — 17:49 (Дж. Клинберг, Л. Эрикссон) Оскар Мёллер — 35:19 (О. Экман-Ларссон, М. Сьёрген) | 1:0 2:0 3:0 3:1 3:2 3:3 4:3 4:4 4:5 4:6   | 26:43 — Аарон Экблад (Р. О'Райли, Б. Бёрнс) 31:27 — Тэйлор Холл 34:23 — Шон Кутюрье (А. Экблад) 50:24 — Патрик Уиркош (С. Кросби, Дж. Эберле) 53:31 — Тайлер Эннис (Дж. Спецца, Т. Холл) 58:10 — Тайлер Сегин (п.в.) (Р. О'Райли) |                         | Судьи: Тобиас Верли Юри Рённ |
| |                                           | |                         | Судьи: Тобиас Верли Юри Рённ |
| |                                           | |                         | Судьи: Тобиас Верли Юри Рённ |
| |                                           | |                         | Судьи: Тобиас Верли Юри Рённ |
| 4 мин | Штраф                                     | 4 мин |                         | Судьи: Тобиас Верли Юри Рённ |
| |                                           | |                         |                              |
| | 32                                        | Броски | 39                      |                              |

| 7 мая 2015 16:15 | Чехия | 5 : 1 (0:0, 2:1, 3:0) | Франция | O2 Арена, Прага Зрителей: 17 110 |

| Отчёт | Отчёт                         | Отчёт                                        | Отчёт                      | Отчёт                              |
| --- | ----------------------------- | -------------------------------------------- | -------------------------- | ---------------------------------- |
| |                               |                                              |                            |                                    |
| | Ондржей Павелец — 00:00-60:00 | Вратари                                      | 00:00-60:00 — Флориан Арди | Судьи: Микаэль Норд Алекси Рантала |
| | Голы:                         |                                              |                            | Судьи: Микаэль Норд Алекси Рантала |
| Ондржей Немец — 21:10 (И. Новотны) Владимир Соботка — 26:58 (Я. Крейчик) Яромир Ягр — 44:25 (Д. Симон, Я. Коварж) Ондржей Немец — 48:28 (Я. Ворачек, Т. Гертл) Роман Червенка — 54:49 (Я. Крейчик, О. Немец) | 1:0 2:0 2:1 3:1 4:1 5:1       | 28:41 — Кевин Экфёй (Э. Гюттиг, Л. Ламперье) |                            | Судьи: Микаэль Норд Алекси Рантала |
| |                               |                                              |                            | Судьи: Микаэль Норд Алекси Рантала |
| |                               |                                              |                            | Судьи: Микаэль Норд Алекси Рантала |
| |                               |                                              |                            | Судьи: Микаэль Норд Алекси Рантала |
| 4 мин | Штраф                         | 10 мин                                       |                            | Судьи: Микаэль Норд Алекси Рантала |
| |                               |                                              |                            |                                    |
| | 46                            | Броски                                       | 20                         |                                    |

| 7 мая 2015 20:15 | Швеция | 4 : 3 (2:1, 0:1, 2:1) | Германия | O2 Арена, Прага Зрителей: 16 137 |

| Отчёт | Отчёт                       | Отчёт | Отчёт                        | Отчёт                               |
| --- | --------------------------- | --- | ---------------------------- | ----------------------------------- |
| |                             | |                              |                                     |
| | Юнас Энрот — 00:00-60:00    | Вратари | 00:00-58:58 — Тимо Пильмайер | Судьи: Павел Годек Максим Сидоренко |
| | Голы:                       | |                              | Судьи: Павел Годек Максим Сидоренко |
| Оскар Мёллер — 11:19 (М. Шёгрен, Ю. Линдстрем) Юаким Линдстрём — 12:44 (О. Мёллер) Джон Клингберг — 42:56 (О. Мёллер, С. Крунвалль) Оскар Мёллер — 48:40 (Ю. Линдстрем, О. Экман-Ларссон) | 1:0 2:0 2:1 2:2 3:2 4:2 4:3 | 15:48 — Маркус Кинк (Ш. Дашнер, Т. Ридер) 29:30 — Николас Краммер 54:39 – Маттиас Плахта (К. Хоспельт, Я. Зайденберг) |                              | Судьи: Павел Годек Максим Сидоренко |
| |                             | |                              | Судьи: Павел Годек Максим Сидоренко |
| |                             | |                              | Судьи: Павел Годек Максим Сидоренко |
| |                             | |                              | Судьи: Павел Годек Максим Сидоренко |
| 6 мин | Штраф                       | 29 мин |                              | Судьи: Павел Годек Максим Сидоренко |
| |                             | |                              |                                     |
| | 35                          | Броски | 27                           |                                     |

| 8 мая 2015 16:15 | Чехия | 4 : 0 (0:0, 3:0, 1:0) | Австрия | O2 Арена, Прага Зрителей: 17 383 |

| Отчёт | Отчёт                         | Отчёт   | Отчёт                                                      | Отчёт                            |
| --- | ----------------------------- | ------- | ---------------------------------------------------------- | -------------------------------- |
| |                               |         |                                                            |                                  |
| | Ондржей Павелец — 00:00-60:00 | Вратари | 00:00-40:00 — Бернхард Штаркбаум 40:00-60:00 — Рене Светте | Судьи: Вячеслав Буланов Юри Рённ |
| | Голы:                         |         |                                                            | Судьи: Вячеслав Буланов Юри Рённ |
| Ондржей Немец — 31:09 (Д. Симон) Мартин Затёвич — 38:04 (О. Немец, Я. Гейда) Владимир Соботка — 39:08 (Я. Крейчик, Р. Червенка) Якуб Ворачек — 40:07 (Т. Гертл, М. Йордан) | 1:0 2:0 3:0 4:0               |         |                                                            | Судьи: Вячеслав Буланов Юри Рённ |
| |                               |         |                                                            | Судьи: Вячеслав Буланов Юри Рённ |
| |                               |         |                                                            | Судьи: Вячеслав Буланов Юри Рённ |
| |                               |         |                                                            | Судьи: Вячеслав Буланов Юри Рённ |
| 4 мин | Штраф                         | 10 мин  |                                                            | Судьи: Вячеслав Буланов Юри Рённ |
| |                               |         |                                                            |                                  |
| | 42                            | Броски  | 12                                                         |                                  |

| 8 мая 2015 20:15 | Германия | 2 : 1 (0:1, 0:0, 2:0) | Латвия | O2 Арена, Прага Зрителей: 15 494 |

| Отчёт                                                               | Отчёт                       | Отчёт                                   | Отчёт                           | Отчёт                            |
| ------------------------------------------------------------------- | --------------------------- | --------------------------------------- | ------------------------------- | -------------------------------- |
|                                                                     |                             |                                         |                                 |                                  |
|                                                                     | Деннис Эндрас — 00:00-60:00 | Вратари                                 | 00:00-59:00 — Эдгарс Масальскис | Судьи: Микаэль Норд Тобиас Верли |
|                                                                     | Голы:                       |                                         |                                 | Судьи: Микаэль Норд Тобиас Верли |
| Михаэль Вольф — 46:46 (П. Раймер, Д. Крюгер) Маттиас Плахта — 57:35 | 0:1 :1 2:1                  | 11:06 — Лаурис Дарзиньш (К. Даугавиньш) |                                 | Судьи: Микаэль Норд Тобиас Верли |
|                                                                     |                             |                                         |                                 | Судьи: Микаэль Норд Тобиас Верли |
|                                                                     |                             |                                         |                                 | Судьи: Микаэль Норд Тобиас Верли |
|                                                                     |                             |                                         |                                 | Судьи: Микаэль Норд Тобиас Верли |
| 10 мин                                                              | Штраф                       | 27 мин                                  |                                 | Судьи: Микаэль Норд Тобиас Верли |
|                                                                     |                             |                                         |                                 |                                  |
|                                                                     | 24                          | Броски                                  | 16                              |                                  |

| 9 мая 2015 12:15 | Франция | 3 : 4 (1:2, 0:1, 2:1) | Канада | O2 Арена, Прага Зрителей: 15 300 |

| Отчёт                                                                                                 | Отчёт                                   | Отчёт | Отчёт                      | Отчёт                                |
| --- | --------------------------------------- | --- | -------------------------- | ------------------------------------ |
| |                                         | |                            |                                      |
| | Ронар Кеменер — 00:00-58:48 59:02-59:21 | Вратари | 00:00-60:00 — Мартин Джонс | Судьи: Тобиас Верли Владимир Шиндлер |
| | Голы:                                   | |                            | Судьи: Тобиас Верли Владимир Шиндлер |
| Жюльен Дерозье — 16:31 (Л. Мёнье, Й. Овитю) Йорик Трей (бол.) — 46:21 (Л. Мёнье) Дамьен Флёри — 46:56 | 0:1 0:2 1:2 1:3 2:3 3:3 3:4             | 11:26 — Тайлер Сегин (бол.) (Д. Спецца, Т. Берри) 12:32 — Джордан Эберле (Н. Маккиннон, М. Дюшен) 37:02 — Тайлер Сегин (бол.) (Д. Спецца) 49:18 — Джордан Эберле (бол.) (Б. Бёрнс, С. Кросби) |                            | Судьи: Тобиас Верли Владимир Шиндлер |
| |                                         | |                            | Судьи: Тобиас Верли Владимир Шиндлер |
| |                                         | |                            | Судьи: Тобиас Верли Владимир Шиндлер |
| |                                         | |                            | Судьи: Тобиас Верли Владимир Шиндлер |
| 12 мин                                                                                                | Штраф                                   | 8 мин |                            | Судьи: Тобиас Верли Владимир Шиндлер |
| |                                         | |                            |                                      |
| | 21                                      | Броски | 43                         |                                      |

| 9 мая 2015 16:15 | Австрия | 1 : 2 (OT) (1:0, 0:1, 0:0, 0:1) | Латвия | O2 Арена, Прага Зрителей: 12 735 |

| Отчёт                             | Отчёт                            | Отчёт                                                                                         | Отчёт                           | Отчёт                            |
| --------------------------------- | -------------------------------- | --------------------------------------------------------------------------------------------- | ------------------------------- | -------------------------------- |
|                                   |                                  |                                                                                               |                                 |                                  |
|                                   | Бернхард Штаркбаум — 00:00-60:33 | Вратари                                                                                       | 00:00-60:33 — Эдгарс Масальскис | Судьи: Тимоти Майер Тобиас Бьорк |
|                                   | Голы:                            |                                                                                               |                                 | Судьи: Тимоти Майер Тобиас Бьорк |
| Брайан Леблер — 16:07 (М. Раффль) | 1:0 1:1 1:2                      | 32:15 — Лаурис Дарзиньш (К. Даугавиньш) 60:33 — Каспарс Даугавиньш (Л. Дарзиньш, Г. Галвиньш) |                                 | Судьи: Тимоти Майер Тобиас Бьорк |
|                                   |                                  |                                                                                               |                                 | Судьи: Тимоти Майер Тобиас Бьорк |
|                                   |                                  |                                                                                               |                                 | Судьи: Тимоти Майер Тобиас Бьорк |
|                                   |                                  |                                                                                               |                                 | Судьи: Тимоти Майер Тобиас Бьорк |
| 2 мин                             | Штраф                            | 16 мин                                                                                        |                                 | Судьи: Тимоти Майер Тобиас Бьорк |
|                                   |                                  |                                                                                               |                                 |                                  |
|                                   | 29                               | Броски                                                                                        | 18                              |                                  |

| 9 мая 2015 20:15 | Швеция | 2 : 1 (OT) (1:0, 0:0, 0:1, 1:0) | Швейцария | O2 Арена, Прага Зрителей: 15 201 |

| Отчёт | Отчёт                    | Отчёт                                        | Отчёт                          | Отчёт                                    |
| --- | ------------------------ | -------------------------------------------- | ------------------------------ | ---------------------------------------- |
| |                          |                                              |                                |                                          |
| | Юнас Энрот — 00:00-63:49 | Вратари                                      | 00:00-63:49 — Леонардо Дженони | Судьи: Максим Сидоренко Вячеслав Буланов |
| | Голы:                    |                                              |                                | Судьи: Максим Сидоренко Вячеслав Буланов |
| Элиас Линдхольм — 07:17 (В. Раск, Дж. Эрикссон) Филип Форсберг (бол.) — 63:49 (Л. Эрикссон, О. Экман-Ларссон) | 1:0 1:1 2:1              | 40:34 — Симон Боденманн (Э. Блюм, А. Амбюль) |                                | Судьи: Максим Сидоренко Вячеслав Буланов |
| |                          |                                              |                                | Судьи: Максим Сидоренко Вячеслав Буланов |
| |                          |                                              |                                | Судьи: Максим Сидоренко Вячеслав Буланов |
| |                          |                                              |                                | Судьи: Максим Сидоренко Вячеслав Буланов |
| 10 мин | Штраф                    | 8 мин                                        |                                | Судьи: Максим Сидоренко Вячеслав Буланов |
| |                          |                                              |                                |                                          |
| | 29                       | Броски                                       | 16                             |                                          |

| 10 мая 2015 16:15 | Германия | 2 : 4 (1:1, 1:2, 0:1) | Чехия | O2 Арена, Прага Зрителей: 17 383 |

| Отчёт                                                                            | Отчёт                        | Отчёт | Отчёт                         | Отчёт                            |
| -------------------------------------------------------------------------------- | ---------------------------- | --- | ----------------------------- | -------------------------------- |
|                                                                                  |                              | |                               |                                  |
|                                                                                  | Тимо Пильмайер — 00:00-57:59 | Вратари | 00:00-60:00 — Ондржей Павелец | Судьи: Микаэль Норд Тобиас Бьорк |
|                                                                                  | Голы:                        | |                               | Судьи: Микаэль Норд Тобиас Бьорк |
| Даниэль Пиетта — 07:13 (М. Мюллер, Дж. Крюгер) Михаэль Вольф — 23:50 (Т. Райдер) | 1:0 1:1 2:1 2:2 2:3 2:4      | 13:39 — Михал Вондрка 25:58 — Петр Коукал (Я. Коларж, Д. Симон) 27:36 — Якуб Ворачек (бол.) (Я. Ягр, Я. Накладал) 55:58 — Яромир Ягр (Р. Червенка) |                               | Судьи: Микаэль Норд Тобиас Бьорк |
|                                                                                  |                              | |                               | Судьи: Микаэль Норд Тобиас Бьорк |
|                                                                                  |                              | |                               | Судьи: Микаэль Норд Тобиас Бьорк |
|                                                                                  |                              | |                               | Судьи: Микаэль Норд Тобиас Бьорк |
| 6 мин                                                                            | Штраф                        | 6 мин |                               | Судьи: Микаэль Норд Тобиас Бьорк |
|                                                                                  |                              | |                               |                                  |
|                                                                                  | 34                           | Броски | 12                            |                                  |

| 10 мая 2015 20:15 | Швейцария | 2 : 7 (1:2, 0:3, 1:2) | Канада | O2 Арена, Прага Зрителей: 17 003 |

| Отчёт                                                                | Отчёт                              | Отчёт | Отчёт                   | Отчёт                        |
| -------------------------------------------------------------------- | ---------------------------------- | --- | ----------------------- | ---------------------------- |
|                                                                      |                                    | |                         |                              |
|                                                                      | Рето Берра — 00:00-60:00           | Вратари | 00:00-60:00 — Майк Смит | Судьи: Тимоти Майер Юри Рённ |
|                                                                      | Голы:                              | |                         | Судьи: Тимоти Майер Юри Рённ |
| Моррис Трахслер — 06:21 (Р. Шеппи, М. Штрайт) Дамьен Бруннер — 42:17 | 0:1 :1 1:2 1:3 1:4 1:5 2:5 2:6 2:7 | 00:53 — Тайлер Сегин (Дж. Маззин, К. Жиру) 19:42 — Натан Маккиннон (Дж. Спецца, П. Уиркош) 27:59 — Аарон Экблад (Ш. Кутюрье, К. Икин) 39:00 — Джордан Эберле (бол.) (С. Кросби, Б. Бёрнс) 39:59 — Коди Икин (Ш. Кутюрье, А. Экблад) 52:27 — Шон Кутюрье (Т. Тоффоли, Д. Хэмьюс) 57:08 — Клод Жиру (бол.) (Б. Бёрнс, Р. О'Райли) |                         | Судьи: Тимоти Майер Юри Рённ |
|                                                                      |                                    | |                         | Судьи: Тимоти Майер Юри Рённ |
|                                                                      |                                    | |                         | Судьи: Тимоти Майер Юри Рённ |
|                                                                      |                                    | |                         | Судьи: Тимоти Майер Юри Рённ |
| 16 мин                                                               | Штраф                              | 12 мин |                         | Судьи: Тимоти Майер Юри Рённ |
|                                                                      |                                    | |                         |                              |
|                                                                      | 25                                 | Броски | 46                      |                              |

| 11 мая 2015 16:15 | Германия | 2 : 3 (Б) (0:0, 0:1, 2:1, 0:0, 0:1) | Австрия | O2 Арена, Прага Зрителей: 11 302 |

| Отчёт | Отчёт                       | Отчёт | Отчёт                            | Отчёт                                     |
| --- | --------------------------- | --- | -------------------------------- | ----------------------------------------- |
| |                             | |                                  |                                           |
| | Деннис Эндрас — 00:00-65:00 | Вратари | 00:00-65:00 — Бернхард Штаркбаум | Судьи: Вячеслав Буланов Константин Оленин |
| | Голы:                       | |                                  | Судьи: Вячеслав Буланов Константин Оленин |
| Михаэль Вольф — 44:14 (М. Мюллер, Д. Пиетта) Патрик Раймер — 58:00 (Н. Краммер, Б. Коль) Кай Хоспельт Тобиас Ридер Патрик Раймер | 0:1 :1 1:2 :2 2:3 Буллиты:  | 34:33 — Томас Раффль (Д. Хайнрих, М. Раффль) 54:22 — Рафаэль Роттер (Ф. Мюльштайн) 65:00 — Константин Комарек (поб. бул.) Доминик Хайнрих Константин Комарек Брайан Леблер |                                  | Судьи: Вячеслав Буланов Константин Оленин |
| |                             | |                                  | Судьи: Вячеслав Буланов Константин Оленин |
| |                             | |                                  | Судьи: Вячеслав Буланов Константин Оленин |
| |                             | |                                  | Судьи: Вячеслав Буланов Константин Оленин |
| 6 мин | Штраф                       | 6 мин |                                  | Судьи: Вячеслав Буланов Константин Оленин |
| |                             | |                                  |                                           |
| | 17                          | Броски | 34                               |                                           |

| 11 мая 2015 20:15 | Швеция | 4 : 2 (1:0, 1:2, 2:0) | Франция | O2 Арена, Прага Зрителей: 12 490 |

| Отчёт | Отчёт                    | Отчёт                                                                                       | Отчёт                                                   | Отчёт                               |
| --- | ------------------------ | ------------------------------------------------------------------------------------------- | ------------------------------------------------------- | ----------------------------------- |
| |                          |                                                                                             |                                                         |                                     |
| | Юнас Энрот — 00:00-60:00 | Вратари                                                                                     | 00:00-43:27 — Кристобаль Юэ 43:27-60:00 — Флориан Харди | Судьи: Максим Сидоренко Йозеф Кубуш |
| | Голы:                    |                                                                                             |                                                         | Судьи: Максим Сидоренко Йозеф Кубуш |
| Якоб Йозефсон — 11:00 (О. Экман-Ларссон, О. Клефбом) Филип Форсберг — 34:52 (бол.) (Э. Линдхольм) Филип Форсберг — 40:52 (О. Экман-Ларссон) Оливер Экман-Ларссон — 43:27 (О. Клефбом, Л. Эрикссон) | 1:0 1:1 1:2 :2 3:2 4:2   | 20:34 — Дамьен Флёри (Т. да Коста, А. Руссель) 22:52 — Дамьен Флёри (Й. Аувиту, А. Руссель) |                                                         | Судьи: Максим Сидоренко Йозеф Кубуш |
| |                          |                                                                                             |                                                         | Судьи: Максим Сидоренко Йозеф Кубуш |
| |                          |                                                                                             |                                                         | Судьи: Максим Сидоренко Йозеф Кубуш |
| |                          |                                                                                             |                                                         | Судьи: Максим Сидоренко Йозеф Кубуш |
| 10 мин | Штраф                    | 16 мин                                                                                      |                                                         | Судьи: Максим Сидоренко Йозеф Кубуш |
| |                          |                                                                                             |                                                         |                                     |
| | 41                       | Броски                                                                                      | 17                                                      |                                     |

| 12 мая 2015 12:15 | Канада | 10 : 1 (4:0, 2:0, 4:1) | Австрия | O2 Арена, Прага Зрителей: 16 031 |

| Отчёт | Отчёт                                        | Отчёт                               | Отчёт                                                      | Отчёт                                |
| --- | -------------------------------------------- | ----------------------------------- | ---------------------------------------------------------- | ------------------------------------ |
| |                                              |                                     |                                                            |                                      |
| | Майк Смит — 00:00-60:00                      | Вратари                             | 00:00-43:05 — Бернхард Штаркбаум 43:05-60:00 — Рене Светте | Судьи: Максим Сидоренко Роман Гофман |
| | Голы:                                        |                                     |                                                            | Судьи: Максим Сидоренко Роман Гофман |
| Тайсон Бэрри — 06:04 (К. Жиру, Р. О'Райли) Мэтт Дюшен — 09:09 (Дж. Маззин, Дж. Спецца) Тэйлор Холл — 11:17 (Б. Бёрнс) Аарон Экблад — 14:10 (Дж. Эберле) Джейсон Спецца — 21:58 (П. Уиркош, М. Дюшен) Джордан Эберле — 35:52 (Б. Бёрнс) Натан Маккиннон — 42:53 (Дж. Маззин) Джейсон Спецца — 43:05 Брэйден Шенн — 46:09 (М. Дюшен) Мэтт Дюшен — 54:43 (Дж. Спецца, Н. Маккиннон) | 1:0 2:0 3:0 4:0 5:0 6:0 6:1 7:1 8:1 9:1 10:1 | 42:44 — Доминик Хайнрих (Р. Роттер) |                                                            | Судьи: Максим Сидоренко Роман Гофман |
| |                                              |                                     |                                                            | Судьи: Максим Сидоренко Роман Гофман |
| |                                              |                                     |                                                            | Судьи: Максим Сидоренко Роман Гофман |
| |                                              |                                     |                                                            | Судьи: Максим Сидоренко Роман Гофман |
| 0 мин | Штраф                                        | 4 мин                               |                                                            | Судьи: Максим Сидоренко Роман Гофман |
| |                                              |                                     |                                                            |                                      |
| | 46                                           | Броски                              | 15                                                         |                                      |

| 12 мая 2015 16:15 | Латвия | 2 : 3 (Б) (1:0, 1:0, 0:2, 0:0, 0:1) | Франция | O2 Арена, Прага Зрителей: 15 167 |

| Отчёт | Отчёт                           | Отчёт                                                                | Отчёт                       | Отчёт                        |
| --- | ------------------------------- | -------------------------------------------------------------------- | --------------------------- | ---------------------------- |
| |                                 |                                                                      |                             |                              |
| | Эдгарс Масальскис — 00:00-65:00 | Вратари                                                              | 00:00-65:00 — Кристобаль Юэ | Судьи: Тимоти Майер Юри Ронн |
| | Голы:                           |                                                                      |                             | Судьи: Тимоти Майер Юри Ронн |
| Каспарс Даугавиньш — 11:25 (бол.) (Л. Дарзиньш, Г. Галвиньш) Гунтис Галвиньш — 22:48 (бол.) (Л. Дарзиньш, К. Даугавиньш) | 1:0 2:0 2:1 2:2 Буллиты:        | 48:21 — Стефан Да Коста (Д. Флёри) 55:20 — Саша Трей (Ф. Шакиашвили) |                             | Судьи: Тимоти Майер Юри Ронн |
| |                                 |                                                                      |                             | Судьи: Тимоти Майер Юри Ронн |
| |                                 |                                                                      |                             | Судьи: Тимоти Майер Юри Ронн |
| |                                 |                                                                      |                             | Судьи: Тимоти Майер Юри Ронн |
| 6 мин | Штраф                           | 6 мин                                                                |                             | Судьи: Тимоти Майер Юри Ронн |
| |                                 |                                                                      |                             |                              |
| | 13                              | Броски                                                               | 35                          |                              |

| 12 мая 2015 20:15 | Чехия | 2 : 1 (Б) (0:1, 0:0, 1:0, 0:0, 1:0) | Швейцария | O2 Арена, Прага Зрителей: 17 383 |

| Отчёт  | Отчёт | Отчёт  | Отчёт | Отчёт                                |
| ------ | ----- | ------ | ----- | ------------------------------------ |
|        |       |        |       |                                      |
|        |       |        |       | Судьи: Йозеф Кубуш Константин Оленин |
|        |       |        |       |                                      |
|        |       |        |       |                                      |
|        |       |        |       |                                      |
|        |       |        |       |                                      |
|        |       |        |       |                                      |
| 12 мин | Штраф | 14 мин |       |                                      |
|        |       |        |       |                                      |
|        | 29    | Броски | 27    |                                      |

### Группа В (Острава)
| М | Сборная   | И | В | ВО/ВБ | ПО/ПБ | П | ШЗ | ШП | РШ  | О  |
| - | --------- | - | - | ----- | ----- | - | -- | -- | --- | -- |
| 1 | США       | 7 | 5 | 1     | 0     | 1 | 22 | 14 | +8  | 17 |
| 2 | Финляндия | 7 | 4 | 2     | 0     | 1 | 22 | 9  | +13 | 16 |
| 3 | Россия    | 7 | 4 | 1     | 1     | 1 | 30 | 16 | +14 | 15 |
| 4 | Беларусь  | 7 | 4 | 0     | 2     | 1 | 20 | 19 | +1  | 14 |
| 5 | Словакия  | 7 | 1 | 2     | 2     | 2 | 17 | 19 | −2  | 9  |
| 6 | Норвегия  | 7 | 2 | 0     | 0     | 5 | 12 | 23 | −11 | 6  |
| 7 | Дания     | 7 | 1 | 0     | 1     | 5 | 10 | 20 | −10 | 4  |
| 8 | Словения  | 7 | 1 | 0     | 0     | 6 | 9  | 22 | −13 | 3  |

| 1 мая 2015 16:15 | США | 5 : 1 (1:0, 2:1, 2:0) | Финляндия | ČEZ Арена, Острава Зрителей: 8812 |

| Отчёт | Отчёт                          | Отчёт                                              | Отчёт                                 | Отчёт                                |
| --- | ------------------------------ | -------------------------------------------------- | ------------------------------------- | ------------------------------------ |
| |                                |                                                    |                                       |                                      |
| | Коннор Хеллебайк — 00:00-60:00 | Вратари                                            | 00:00-55:37 — Пекка Ринне 57:22-60:00 | Судьи: Тобиас Бьорк Вячеслав Буланов |
| | Голы:                          |                                                    |                                       | Судьи: Тобиас Бьорк Вячеслав Буланов |
| Стив Мозес — 19:37 (Т. Круг, Б. Нельсон) Мэтт Хендрикс — 31:57 (Д. Секстон) Дэн Секстон — 34:47 (Т. Круг, М. Хендрикс) Ник Бонино — 46:19 (С. Мозес, Б. Нельсон) Мэтт Хендрикс (п.в.) — 57:22 (Д. Ларкин) | 1:0 1:1 2:1 3:1 4:1 5:1        | 25:40 — Юрки Йокипакка (Я. Песонен, Ю. Кеммпайнен) |                                       | Судьи: Тобиас Бьорк Вячеслав Буланов |
| |                                |                                                    |                                       | Судьи: Тобиас Бьорк Вячеслав Буланов |
| |                                |                                                    |                                       | Судьи: Тобиас Бьорк Вячеслав Буланов |
| |                                |                                                    |                                       | Судьи: Тобиас Бьорк Вячеслав Буланов |
| 8 мин | Штраф                          | 4 мин                                              |                                       | Судьи: Тобиас Бьорк Вячеслав Буланов |
| |                                |                                                    |                                       |                                      |
| | 27                             | Броски                                             | 30                                    |                                      |

| 1 мая 2015 20:15 | Россия | 6 : 2 (4:0, 2:2, 0:0) | Норвегия | ČEZ Арена, Острава Зрителей: 6314 |

| Отчёт | Отчёт                           | Отчёт                                                                                 | Отчёт                     | Отчёт                        |
| --- | ------------------------------- | ------------------------------------------------------------------------------------- | ------------------------- | ---------------------------- |
| |                                 |                                                                                       |                           |                              |
| | Сергей Бобровский — 00:00-60:00 | Вратари                                                                               | 00:00-60:00 — Ларс Волден | Судьи: Тимоти Майер Юри Рённ |
| | Голы:                           |                                                                                       |                           | Судьи: Тимоти Майер Юри Рённ |
| Вадим Шипачёв (бол.) — 02:51 (И. Ковальчук, Е. Дадонов) Артём Анисимов — 03:10 (И. Ковальчук) Данис Зарипов — 15:14 (С. Мозякин, В. Тихонов) Виктор Тихонов — 16:53 Е. Медведев, Д. Зарипов) Максим Чудинов — 29:08 (С. Мозякин, Д. Зарипов) Артемий Панарин — 34:10 (В. Шипачёв, Е. Бирюков) | 1:0 2:0 3:0 4:0 4:1 4:2 5:2 6:2 | 20:25 — Патрик Торесен (М. Олимб, Й. Холёс) 26:50 — Патрик Торесен (М. Олимб, М. Аск) |                           | Судьи: Тимоти Майер Юри Рённ |
| |                                 |                                                                                       |                           | Судьи: Тимоти Майер Юри Рённ |
| |                                 |                                                                                       |                           | Судьи: Тимоти Майер Юри Рённ |
| |                                 |                                                                                       |                           | Судьи: Тимоти Майер Юри Рённ |
| 8 мин | Штраф                           | 10 мин                                                                                |                           | Судьи: Тимоти Майер Юри Рённ |
| |                                 |                                                                                       |                           |                              |
| | 36                              | Броски                                                                                | 19                        |                              |

| 2 мая 2015 12:15 | Словакия | 4 : 3 (Б) (0:0, 0:1, 3:2, 0:0, 1:0) | Дания | ČEZ Арена, Острава Зрителей: 8812 |

| Отчёт | Отчёт                              | Отчёт | Отчёт                         | Отчёт                            |
| --- | ---------------------------------- | --- | ----------------------------- | -------------------------------- |
| |                                    | |                               |                                  |
| | Ян Лацо — 00:00-65:00              | Вратари | 00:00-65:00 — Патрик Галбрайт | Судьи: Вячеслав Буланов Юри Рённ |
| | Голы:                              | |                               | Судьи: Вячеслав Буланов Юри Рённ |
| Михал Серсен (бол.) — 48:08 (Л. Гудачек, Р. Паник) Марек Веденски — 49:26 (В. Дравецки, П. Лушняк) Доминик Граняк — 51:11 (В. Дравецки, Я. Лацо) Марко Данё (поб. бул.) — 65:00 Мариан Габорик Марек Виденски Владимир Дравецки Мариан Габорик Марек Виденски Марко Данё | 0:1 :1 2:1 2:2 3:2 3:3 4:3 Буллиты | 25:05 — Патрик Бьоркстранд (бол.) (Й. Йенсен, Й. Б. Йенсен) 49:57 — Никлас Хардт (М. Мадсен) 57:46 — Даниэль Нильсен Никлас Хардт Мортен Мадсен Томас Спеллинг Йеспер Йенсен Никлас Хардт Мортен Греэн |                               | Судьи: Вячеслав Буланов Юри Рённ |
| |                                    | |                               | Судьи: Вячеслав Буланов Юри Рённ |
| |                                    | |                               | Судьи: Вячеслав Буланов Юри Рённ |
| |                                    | |                               | Судьи: Вячеслав Буланов Юри Рённ |
| 6 мин | Штраф                              | 10 мин |                               | Судьи: Вячеслав Буланов Юри Рённ |
| |                                    | |                               |                                  |
| | 43                                 | Броски | 19                            |                                  |

| 2 мая 2015 16:15 | Беларусь | 4 : 2 (2:1, 1:0, 1:1) | Словения | ČEZ Арена, Острава Зрителей: 5995 |

| Отчёт | Отчёт                      | Отчёт                                                                      | Отчёт                                                | Отчёт                            |
| --- | -------------------------- | -------------------------------------------------------------------------- | ---------------------------------------------------- | -------------------------------- |
| |                            |                                                                            |                                                      |                                  |
| | Кевин Лаланд — 00:00-60:00 | Вратари                                                                    | 00:00-58:30 — Роберт Кристан 58:40-58:57 59:41-60:00 | Судьи: Микаэль Норд Тобиас Верли |
| | Голы:                      |                                                                            |                                                      | Судьи: Микаэль Норд Тобиас Верли |
| Андрей Стась — 10:08 (Д. Коробов, А. Гаврус) Андрей Костицын — 12:16 (А. Стась, А. Гаврус) Алексей Калюжный — 23:51 (А. Костицын, С. Костицын) Александр Китаров (п.в.) — 59:41 | 1:0 1:1 2:1 3:1 3:2 4:2    | 10:42 — Жига Еглич (Р. Тичар) 51:47 — Жига Панце (Т. Разингар, А. Копитар) |                                                      | Судьи: Микаэль Норд Тобиас Верли |
| |                            |                                                                            |                                                      | Судьи: Микаэль Норд Тобиас Верли |
| |                            |                                                                            |                                                      | Судьи: Микаэль Норд Тобиас Верли |
| |                            |                                                                            |                                                      | Судьи: Микаэль Норд Тобиас Верли |
| 4 мин | Штраф                      | 4 мин                                                                      |                                                      | Судьи: Микаэль Норд Тобиас Верли |
| |                            |                                                                            |                                                      |                                  |
| | 26                         | Броски                                                                     | 23                                                   |                                  |

| 2 мая 2015 20:15 | Норвегия | 1 : 2 (1:1, 0:1, 0:0) | США | ČEZ Арена, Острава Зрителей: 6301 |

| Отчёт                                          | Отчёт                     | Отчёт                                                                   | Отчёт                          | Отчёт                                    |
| ---------------------------------------------- | ------------------------- | ----------------------------------------------------------------------- | ------------------------------ | ---------------------------------------- |
|                                                |                           |                                                                         |                                |                                          |
|                                                | Ларс Хауген — 00:00-58:57 | Вратари                                                                 | 00:00-60:00 — Коннор Хеллебайк | Судьи: Максим Сидоренко Владимир Шиндлер |
|                                                | Голы:                     |                                                                         |                                | Судьи: Максим Сидоренко Владимир Шиндлер |
| Мортен Аск — 06:39 (О.-К. Толлефсен, М. Олимб) | 1:0 1:1 1:2               | 12:14 — Тревор Льюис (Д. Веси) 25:58 — Брок Нельсон (Т. Круг, Т. Льюис) |                                | Судьи: Максим Сидоренко Владимир Шиндлер |
|                                                |                           |                                                                         |                                | Судьи: Максим Сидоренко Владимир Шиндлер |
|                                                |                           |                                                                         |                                | Судьи: Максим Сидоренко Владимир Шиндлер |
|                                                |                           |                                                                         |                                | Судьи: Максим Сидоренко Владимир Шиндлер |
| 12 мин                                         | Штраф                     | 20 мин                                                                  |                                | Судьи: Максим Сидоренко Владимир Шиндлер |
|                                                |                           |                                                                         |                                |                                          |
|                                                | 23                        | Броски                                                                  | 35                             |                                          |

| 3 мая 2015 12:15 | Россия | 5 : 3 (3:0, 1:2, 1:1) | Словения | ČEZ Арена, Острава Зрителей: 7557 |

| Отчёт | Отчёт                            | Отчёт | Отчёт                      | Отчёт                                |
| --- | -------------------------------- | --- | -------------------------- | ------------------------------------ |
| |                                  | |                            |                                      |
| | Константин Барулин — 00:00-60:00 | Вратари | 00:00-60:00 — Лука Грачнар | Судьи: Тобиас Бьорк Максим Сидоренко |
| | Голы:                            | |                            | Судьи: Тобиас Бьорк Максим Сидоренко |
| Илья Ковальчук — 04:03 (Е. Дадонов, К. Барулин) Николай Кулёмин — 04:39 (В. Антипин) Евгений Дадонов (бол.) — 18:56 (А. Панарин, В. Шипачёв) Вадим Шипачёв — 29:27 (А. Панарин, Е. Дадонов) Евгений Дадонов — 45:45 (В. Шипачёв, А. Панарин) | 1:0 2:0 3:0 3:1 4:1 4:2 5:2 5:3  | 23:14 — Анже Копитар (К. Претнар, А. Краньц) 34:30 — Жига Панце 54:46 — Роберт Саболич (Р. Тичар, Ж. Еглич) |                            | Судьи: Тобиас Бьорк Максим Сидоренко |
| |                                  | |                            | Судьи: Тобиас Бьорк Максим Сидоренко |
| |                                  | |                            | Судьи: Тобиас Бьорк Максим Сидоренко |
| |                                  | |                            | Судьи: Тобиас Бьорк Максим Сидоренко |
| 4 мин | Штраф                            | 4 мин |                            | Судьи: Тобиас Бьорк Максим Сидоренко |
| |                                  | |                            |                                      |
| | 35                               | Броски | 25                         |                                      |

| 3 мая 2015 16:15 | Беларусь | 1 : 2 (OT) (0:0, 0:0, 1:1, 0:1) | Словакия | ČEZ Арена, Острава Зрителей: 8812 |

| Отчёт                                              | Отчёт                      | Отчёт                                                                                       | Отчёт                 | Отчёт                                |
| -------------------------------------------------- | -------------------------- | ------------------------------------------------------------------------------------------- | --------------------- | ------------------------------------ |
|                                                    |                            |                                                                                             |                       |                                      |
|                                                    | Кевин Лаланд — 00:00-61:55 | Вратари                                                                                     | 00:00-61:55 — Ян Лацо | Судьи: Тимоти Майер Владимир Шиндлер |
|                                                    | Голы:                      |                                                                                             |                       | Судьи: Тимоти Майер Владимир Шиндлер |
| Сергей Костицын — 51:27 (А. Калюжный, А. Костицын) | 1:0 1:1 1:2                | 52:31 — Андрей Месарош (Л. Гудачек, В. Дравецки) 61:55 — Андрей Месарош (Т. Юрчо, Т. Татар) |                       | Судьи: Тимоти Майер Владимир Шиндлер |
|                                                    |                            |                                                                                             |                       | Судьи: Тимоти Майер Владимир Шиндлер |
|                                                    |                            |                                                                                             |                       | Судьи: Тимоти Майер Владимир Шиндлер |
|                                                    |                            |                                                                                             |                       | Судьи: Тимоти Майер Владимир Шиндлер |
| 8 мин                                              | Штраф                      | 10 мин                                                                                      |                       | Судьи: Тимоти Майер Владимир Шиндлер |
|                                                    |                            |                                                                                             |                       |                                      |
|                                                    | 18                         | Броски                                                                                      | 34                    |                                      |

| 3 мая 2015 20:15 | Дания | 0 : 3 (0:0, 0:3, 0:0) | Финляндия | ČEZ Арена, Острава Зрителей: 8353 |

| Отчёт | Отчёт                       | Отчёт | Отчёт                     | Отчёт                            |
| ----- | --------------------------- | --- | ------------------------- | -------------------------------- |
|       |                             | |                           |                                  |
|       | Себастьян Дам — 00:00-60:00 | Вратари | 00:00-60:00 — Пекка Ринне | Судьи: Микаэль Норд Тобиас Верли |
|       | Голы:                       | |                           | Судьи: Микаэль Норд Тобиас Верли |
|       | 0:1 0:2 0:3                 | 27:47 — Юсси Йокинен (А. Салмела, Й. Донской) 28:58 — Янне Песонен (О. Лоухиваара, Й. Кемппайнен) 35:56 — Александр Барков (Э. Линделль, Ю. Йокинен) |                           | Судьи: Микаэль Норд Тобиас Верли |
|       |                             | |                           | Судьи: Микаэль Норд Тобиас Верли |
|       |                             | |                           | Судьи: Микаэль Норд Тобиас Верли |
|       |                             | |                           | Судьи: Микаэль Норд Тобиас Верли |
| 8 мин | Штраф                       | 2 мин |                           | Судьи: Микаэль Норд Тобиас Верли |
|       |                             | |                           |                                  |
|       | 16                          | Броски | 41                        |                                  |

| 4 мая 2015 16:15 | Россия | 2 : 4 (0:1, 1:1, 1:2) | США | ČEZ Арена, Острава Зрителей: 8812 |

| Отчёт                                                                                           | Отчёт                                       | Отчёт | Отчёт                       | Отчёт                                    |
| ----------------------------------------------------------------------------------------------- | ------------------------------------------- | --- | --------------------------- | ---------------------------------------- |
|                                                                                                 |                                             | |                             |                                          |
|                                                                                                 | Сергей Бобровский — 00:00-58:50 59:51-60:00 | Вратари | 00:00-60:00 — Джек Кэмпбелл | Судьи: Маркус Виннерборг Даниэль Пехачек |
|                                                                                                 | Голы:                                       | |                             | Судьи: Маркус Виннерборг Даниэль Пехачек |
| Антон Белов — 23:40 (А. Панарин, Е. Дадонов) Сергей Плотников — 56:59 (Д. Куликов, А. Анисимов) | 0:1 :1 1:2 1:3 2:3 2:4                      | 06:22 — Тревор Льюис (С. Джонс, Д. Айкел) 26:22 — Тори Круг (бол.) (С. Джонс, Д. Фолк) 51:52 — Марк Аркобелло (Д. Веси) 59:51 — Брок Нелсон (п.в.) (А. Ли) |                             | Судьи: Маркус Виннерборг Даниэль Пехачек |
|                                                                                                 |                                             | |                             | Судьи: Маркус Виннерборг Даниэль Пехачек |
|                                                                                                 |                                             | |                             | Судьи: Маркус Виннерборг Даниэль Пехачек |
|                                                                                                 |                                             | |                             | Судьи: Маркус Виннерборг Даниэль Пехачек |
| 6 мин                                                                                           | Штраф                                       | 6 мин |                             | Судьи: Маркус Виннерборг Даниэль Пехачек |
|                                                                                                 |                                             | |                             |                                          |
|                                                                                                 | 17                                          | Броски | 20                          |                                          |

| 4 мая 2015 20:15 | Норвегия | 0 : 5 (0:1, 0:2, 0:2) | Финляндия | ČEZ Арена, Острава Зрителей: 6634 |

| Отчёт  | Отчёт                     | Отчёт | Отчёт                     | Отчёт                            |
| ------ | ------------------------- | --- | ------------------------- | -------------------------------- |
|        |                           | |                           |                                  |
|        | Ларс Волден — 00:00-60:00 | Вратари | 00:00-60:00 — Пекка Ринне | Судьи: Тимоти Майер Тобиас Бьорк |
|        | Голы:                     | |                           | Судьи: Тимоти Майер Тобиас Бьорк |
|        | 0:1 0:2 0:3 0:4 0:5       | 05:05 — Эса Линделль (бол.) (Ю. Йокинен, А. Барков) 28:39 — Йоонас Кемппайнен (бол.) (Э. Линделль, Ю. Аалтонен) 30:21 — Йоонас Кемппайнен (бол.) (Э. Линделль, Ю. Аалтонен) 51:15 — Юрки Йокипакка (Л. Комаров, Й. Кемппайнен) 52:11 — Юсси Йокинен (А. Салмела, А. Барков) |                           | Судьи: Тимоти Майер Тобиас Бьорк |
|        |                           | |                           | Судьи: Тимоти Майер Тобиас Бьорк |
|        |                           | |                           | Судьи: Тимоти Майер Тобиас Бьорк |
|        |                           | |                           | Судьи: Тимоти Майер Тобиас Бьорк |
| 10 мин | Штраф                     | 12 мин |                           | Судьи: Тимоти Майер Тобиас Бьорк |
|        |                           | |                           |                                  |
|        | 20                        | Броски | 30                        |                                  |

| 5 мая 2015 16:15 | Дания | 1 : 5 (1:0, 0:3, 0:2) | Беларусь | ČEZ Арена, Острава Зрителей: 4796 |

| Отчёт                                       | Отчёт                         | Отчёт | Отчёт                      | Отчёт                              |
| ------------------------------------------- | ----------------------------- | --- | -------------------------- | ---------------------------------- |
|                                             |                               | |                            |                                    |
|                                             | Патрик Галбрайт — 00:00-60:00 | Вратари | 00:00-60:00 — Кевин Лаланд | Судьи: Даниэль Стрикер Йозеф Кубуш |
|                                             | Голы:                         | |                            | Судьи: Даниэль Стрикер Йозеф Кубуш |
| Юлиан Якобсен — 13:38 (М. Мадсен, Н. Хардт) | 1:0 1:1 1:2 1:3 1:4 1:5       | 20:44 — Артур Гаврус (А. Костицын, А. Калюжный) 27:27 — Евгений Ковыршин (А. Кулаков, А. Степанов) 29:35 — Илья Шинкевич (А. Калюжный, А. Костицын) 45:36 — Евгений Ковыршин (А. Кулаков, И. Шинкевич) 54:44 — Иван Усенко (А. Китаров, А. Демков) |                            | Судьи: Даниэль Стрикер Йозеф Кубуш |
|                                             |                               | |                            | Судьи: Даниэль Стрикер Йозеф Кубуш |
|                                             |                               | |                            | Судьи: Даниэль Стрикер Йозеф Кубуш |
|                                             |                               | |                            | Судьи: Даниэль Стрикер Йозеф Кубуш |
| 28 мин                                      | Штраф                         | 8 мин |                            | Судьи: Даниэль Стрикер Йозеф Кубуш |
|                                             |                               | |                            |                                    |
|                                             | 26                            | Броски | 35                         |                                    |

| 5 мая 2015 20:15 | Словакия | 3 : 1 (0:1, 0:0, 3:0) | Словения | ČEZ Арена, Острава Зрителей: 8812 |

| Отчёт | Отчёт                 | Отчёт                                              | Отчёт                                    | Отчёт                                 |
| --- | --------------------- | -------------------------------------------------- | ---------------------------------------- | ------------------------------------- |
| |                       |                                                    |                                          |                                       |
| | Ян Лацо — 00:00-60:00 | Вратари                                            | 00:00-58:47 — Роберт Кристан 59:59-60:00 | Судьи: Константин Оленин Роман Гофман |
| | Голы:                 |                                                    |                                          | Судьи: Константин Оленин Роман Гофман |
| Андрей Месарош (бол.) — 47:57 (Т. Суровы) Мариан Габорик — 54:16 (Л. Гудачек, Т. Суровы) Мариан Габорик (п.в.) — 59:59 | 0:1 :1 2:1 3:1        | 06:20 — Ян Урбас (бол.) (А. Копитар, С. Ковачевич) |                                          | Судьи: Константин Оленин Роман Гофман |
| |                       |                                                    |                                          | Судьи: Константин Оленин Роман Гофман |
| |                       |                                                    |                                          | Судьи: Константин Оленин Роман Гофман |
| |                       |                                                    |                                          | Судьи: Константин Оленин Роман Гофман |
| 6 мин | Штраф                 | 12 мин                                             |                                          | Судьи: Константин Оленин Роман Гофман |
| |                       |                                                    |                                          |                                       |
| | 33                    | Броски                                             | 23                                       |                                       |

| 6 мая 2015 16:15 | Россия | 5 : 2 (2:0, 1:1, 2:1) | Дания | ČEZ Арена, Острава Зрителей: 7682 |

| Отчёт | Отчёт                           | Отчёт                                                                   | Отчёт                       | Отчёт                            |
| --- | ------------------------------- | ----------------------------------------------------------------------- | --------------------------- | -------------------------------- |
| |                                 |                                                                         |                             |                                  |
| | Сергей Бобровский — 00:00-60:00 | Вратари                                                                 | 00:00-60:00 — Себастьян Дам | Судьи: Тимоти Майер Тобиас Бьорк |
| | Голы:                           |                                                                         |                             | Судьи: Тимоти Майер Тобиас Бьорк |
| Артемий Панарин — 10:53 (В. Шипачёв, Е. Дадонов) Сергей Мозякин — 13:17 (Е. Малкин) Евгений Дадонов — 38:45 (М. Чудинов, Е. Медведев) Сергей Мозякин — 57:03 (Е. Малкин, Н. Кулёмин) Владимир Тарасенко — 57:51 (С. Плотников, В. Антипин) | 1:0 2:0 2:1 3:1 3:2 4:2 5:2     | 29:35 — Мортен Греэн (О. Лауридсен, Т. Спеллинг) 49:36 — Томас Спеллинг |                             | Судьи: Тимоти Майер Тобиас Бьорк |
| |                                 |                                                                         |                             | Судьи: Тимоти Майер Тобиас Бьорк |
| |                                 |                                                                         |                             | Судьи: Тимоти Майер Тобиас Бьорк |
| |                                 |                                                                         |                             | Судьи: Тимоти Майер Тобиас Бьорк |
| 12 мин | Штраф                           | 10 мин                                                                  |                             | Судьи: Тимоти Майер Тобиас Бьорк |
| |                                 |                                                                         |                             |                                  |
| | 33                              | Броски                                                                  | 20                          |                                  |

| 6 мая 2015 20:15 | Словакия | 2 : 3 (1:0, 1:2, 0:1) | Норвегия | ČEZ Арена, Острава Зрителей: 8812 |

| Отчёт                                                                                          | Отчёт                             | Отчёт | Отчёт                     | Отчёт                                    |
| ---------------------------------------------------------------------------------------------- | --------------------------------- | --- | ------------------------- | ---------------------------------------- |
|                                                                                                |                                   | |                           |                                          |
|                                                                                                | Ян Лацо — 00:00-58:07 58:48-59:11 | Вратари | 00:00-60:00 — Ларс Хауген | Судьи: Даниэль Стрикер Маркус Виннерборг |
|                                                                                                | Голы:                             | |                           | Судьи: Даниэль Стрикер Маркус Виннерборг |
| Томаш Суровы (бол.) — 18:03 (М. Габорик, Л. Гудачек) Марек Дялога — 21:29 (Ю. Микуш, Т. Татар) | 1:0 2:0 2:1 2:2 2:3               | 25:03 — Маттиас Норстебе (бол.) (Ю. Хулес, М. Улимб) 35:30 — Матс Россели-Ульсен (М. Аск, А. Мартинсен) 41:56 — Маттиас Нёрстебё (П. Торесен, Ю.Хулес) |                           | Судьи: Даниэль Стрикер Маркус Виннерборг |
|                                                                                                |                                   | |                           | Судьи: Даниэль Стрикер Маркус Виннерборг |
|                                                                                                |                                   | |                           | Судьи: Даниэль Стрикер Маркус Виннерборг |
|                                                                                                |                                   | |                           | Судьи: Даниэль Стрикер Маркус Виннерборг |
| 45 мин                                                                                         | Штраф                             | 10 мин |                           | Судьи: Даниэль Стрикер Маркус Виннерборг |
|                                                                                                |                                   | |                           |                                          |
|                                                                                                | 24                                | Броски | 23                        |                                          |

| 7 мая 2015 16:15 | США | 2 : 5 (0:0, 1:3, 1:2) | Беларусь | ČEZ Арена, Острава Зрителей: 6648 |

| Отчёт                                                                   | Отчёт                       | Отчёт | Отчёт                      | Отчёт                                 |
| ----------------------------------------------------------------------- | --------------------------- | --- | -------------------------- | ------------------------------------- |
|                                                                         |                             | |                            |                                       |
|                                                                         | Джек Кэмпбелл — 00:00-60:00 | Вратари | 00:00-60:00 — Кевин Лаланд | Судьи: Константин Оленин Роман Гофман |
|                                                                         | Голы:                       | |                            | Судьи: Константин Оленин Роман Гофман |
| Брок Нелсон — 37:21 (Дж. Айкел) Тори Круг — 45:35 (Дж. Айкел, Т. Льюис) | 0:1 0:2 0:3 1:3 1:4 2:4 2:5 | 31:11 — Артур Гаврус (Е. Лисовец) 33:01 — Артём Волков (С. Костицын) 36:06 — Александр Китаров (С. Костицын) 41:15 — Алексей Калюжный (А. Костицын, И. Усенко) 48:23 — Алексей Калюжный (А. Костицын, Е. Лисовец) |                            | Судьи: Константин Оленин Роман Гофман |
|                                                                         |                             | |                            | Судьи: Константин Оленин Роман Гофман |
|                                                                         |                             | |                            | Судьи: Константин Оленин Роман Гофман |
|                                                                         |                             | |                            | Судьи: Константин Оленин Роман Гофман |
| 8 мин                                                                   | Штраф                       | 10 мин |                            | Судьи: Константин Оленин Роман Гофман |
|                                                                         |                             | |                            |                                       |
|                                                                         | 30                          | Броски | 23                         |                                       |

| 7 мая 2015 20:15 | Финляндия | 4 : 0 (2:0, 2:0, 0:0) | Словения | ČEZ Арена, Острава Зрителей: 6450 |

| Отчёт | Отчёт                     | Отчёт   | Отчёт                        | Отчёт                              |
| --- | ------------------------- | ------- | ---------------------------- | ---------------------------------- |
| |                           |         |                              |                                    |
| | Пекка Ринне — 00:00-60:00 | Вратари | 00:00-60:00 — Гашпер Крошель | Судьи: Йозеф Кубуш Даниэль Пехачек |
| | Голы:                     |         |                              | Судьи: Йозеф Кубуш Даниэль Пехачек |
| Леонид Комаров — 05:53 (Й. Кемппайнен, Я. Песонен) Петри Контиола — 06:34 Александр Барков — 21:19 (Ю. Йокинен, Й. Донской) Йонас Кемппайнен — 35:57 (Ю. Аалтонен, Т. Рууту) | 1:0 2:0 3:0 4:0           |         |                              | Судьи: Йозеф Кубуш Даниэль Пехачек |
| |                           |         |                              | Судьи: Йозеф Кубуш Даниэль Пехачек |
| |                           |         |                              | Судьи: Йозеф Кубуш Даниэль Пехачек |
| |                           |         |                              | Судьи: Йозеф Кубуш Даниэль Пехачек |
| 4 мин | Штраф                     | 6 мин   |                              | Судьи: Йозеф Кубуш Даниэль Пехачек |
| |                           |         |                              |                                    |
| | 33                        | Броски  | 13                           |                                    |

| 8 мая 2015 16:15 | Словения | 1 : 3 (0:1, 1:2, 0:0) | Норвегия | ČEZ Арена, Острава Зрителей: 8812 |

| Отчёт                                     | Отчёт                        | Отчёт | Отчёт                     | Отчёт                                    |
| ----------------------------------------- | ---------------------------- | --- | ------------------------- | ---------------------------------------- |
|                                           |                              | |                           |                                          |
|                                           | Роберт Кристан — 00:00-58:20 | Вратари | 00:00-60:00 — Ларс Хауген | Судьи: Даниэль Стрикер Маркус Виннерборг |
|                                           | Голы:                        | |                           | Судьи: Даниэль Стрикер Маркус Виннерборг |
| Ян Муршак — 20:15 (А. Краньц, А. Копитар) | 0:1 :1 1:2 1:3               | 08:23 — Патрик Торесен (Й. Холёс, М. Олимб) 23:46 — Андерс Бастиансен (Д. Сёрвик, К. Олимб) 38:49 — Йонас Холёс (П. Торесен, М. Олимб) |                           | Судьи: Даниэль Стрикер Маркус Виннерборг |
|                                           |                              | |                           | Судьи: Даниэль Стрикер Маркус Виннерборг |
|                                           |                              | |                           | Судьи: Даниэль Стрикер Маркус Виннерборг |
|                                           |                              | |                           | Судьи: Даниэль Стрикер Маркус Виннерборг |
| 10 мин                                    | Штраф                        | 4 мин |                           | Судьи: Даниэль Стрикер Маркус Виннерборг |
|                                           |                              | |                           |                                          |
|                                           | 18                           | Броски | 24                        |                                          |

| 8 мая 2015 20:15 | США | 1 : 0 (0:0, 1:0, 0:0) | Дания | ČEZ Арена, Острава Зрителей: 8812 |

| Отчёт                | Отчёт                          | Отчёт   | Отчёт                       | Отчёт                                |
| -------------------- | ------------------------------ | ------- | --------------------------- | ------------------------------------ |
|                      |                                |         |                             |                                      |
|                      | Коннор Хеллебайк — 00:00-60:00 | Вратари | 00:00-59:00 — Себастьян Дам | Судьи: Павел Годек Константин Оленин |
|                      | Голы:                          |         |                             | Судьи: Павел Годек Константин Оленин |
| Брок Нельсон — 27:54 | 1:0                            |         |                             | Судьи: Павел Годек Константин Оленин |
|                      |                                |         |                             | Судьи: Павел Годек Константин Оленин |
|                      |                                |         |                             | Судьи: Павел Годек Константин Оленин |
|                      |                                |         |                             | Судьи: Павел Годек Константин Оленин |
| 6 мин                | Штраф                          | 6 мин   |                             | Судьи: Павел Годек Константин Оленин |
|                      |                                |         |                             |                                      |
|                      | 41                             | Броски  | 21                          |                                      |

| 9 мая 2015 12:15 | Беларусь | 0 : 7 (0:1, 0:3, 0:3) | Россия | ČEZ Арена, Острава Зрителей: 8363 |

| Отчёт  | Отчёт                                                 | Отчёт | Отчёт                                                       | Отчёт                                  |
| ------ | ----------------------------------------------------- | --- | ----------------------------------------------------------- | -------------------------------------- |
|        |                                                       | |                                                             |                                        |
|        | Кевин Лаланд — 00:00-29:24 Игорь Брикун — 29:24-60:00 | Вратари | 00:00-56:11 — Сергей Бобровский 56:11-60:00 — Антон Худобин | Судьи: Даниэль Штрикер Даниэль Пехачек |
|        | Голы:                                                 | |                                                             | Судьи: Даниэль Штрикер Даниэль Пехачек |
|        | 0:1 0:2 0:3 0:4 0:5 0:6 0:7                           | 09:53 — Илья Ковальчук (Н. Кулёмин, А. Анисимов) 21:33 — Владимир Тарасенко (А. Анисимов, Е. Медведев) 29:24 — Вадим Шипачёв (бол.) (А. Панарин, Е. Дадонов) 32:22 — Артемий Панарин (В. Шипачёв, А. Миронов) 42:51 — Сергей Широков (бул.) 44:49 — Евгений Дадонов (бол.) (Е. Малкин, И. Ковальчук) 51:04 — Евгений Малкин (бол.) (В. Тарасенко, С. Мозякин) |                                                             | Судьи: Даниэль Штрикер Даниэль Пехачек |
|        |                                                       | |                                                             | Судьи: Даниэль Штрикер Даниэль Пехачек |
|        |                                                       | |                                                             | Судьи: Даниэль Штрикер Даниэль Пехачек |
|        |                                                       | |                                                             | Судьи: Даниэль Штрикер Даниэль Пехачек |
| 18 мин | Штраф                                                 | 4 мин |                                                             | Судьи: Даниэль Штрикер Даниэль Пехачек |
|        |                                                       | |                                                             |                                        |
|        | 13                                                    | Броски | 32                                                          |                                        |

| 9 мая 2015 16:15 | Финляндия | 3 : 0 (0:0, 0:0, 3:0) | Словакия | ČEZ Арена, Острава Зрителей: 8812 |

| Отчёт | Отчёт                    | Отчёт   | Отчёт                             | Отчёт                                      |
| --- | ------------------------ | ------- | --------------------------------- | ------------------------------------------ |
| |                          |         |                                   |                                            |
| | Юусе Сарос — 00:00-60:00 | Вратари | 00:00-59:07 — Ян Лацо 59:53-60:00 | Судьи: Маркус Виннерборг Константин Оленин |
| | Голы:                    |         |                                   | Судьи: Маркус Виннерборг Константин Оленин |
| Йоонас Донской — 50:28 (Э. Линделль, Ю. Йокинен) Юхаматти Аалтонен — 55:33 (Я. Песонен, Ю. Кемппанен) Лео Комаров (п.в.) — 59:53 | 1:0 2:0 3:0              |         |                                   | Судьи: Маркус Виннерборг Константин Оленин |
| |                          |         |                                   | Судьи: Маркус Виннерборг Константин Оленин |
| |                          |         |                                   | Судьи: Маркус Виннерборг Константин Оленин |
| |                          |         |                                   | Судьи: Маркус Виннерборг Константин Оленин |
| 8 мин | Штраф                    | 10 мин  |                                   | Судьи: Маркус Виннерборг Константин Оленин |
| |                          |         |                                   |                                            |
| | 31                       | Броски  | 22                                |                                            |

| 9 мая 2015 20:15 | Дания | 4 : 1 (2:1, 1:0, 1:0) | Норвегия | ČEZ Арена, Острава Зрителей: 7316 |

| Отчёт | Отчёт                       | Отчёт                                             | Отчёт                     | Отчёт                              |
| --- | --------------------------- | ------------------------------------------------- | ------------------------- | ---------------------------------- |
| |                             |                                                   |                           |                                    |
| | Себастьян Дам — 00:00-60:00 | Вратари                                           | 00:00-55:33 — Ларс Хауген | Судьи: Алекси Рантала Роман Гофман |
| | Голы:                       |                                                   |                           | Судьи: Алекси Рантала Роман Гофман |
| Николас Йенсен — 01:51 (А. Поульсен) Даниэль Нильсен (бол.) — 19:36 (Ю. Якобсен, М. Мадсен) Фредерик Сторм (бол.) — 33:01 (Й. Йенсен, Д. Нильсен) Юлиан Якобсен — 51:36 (Н. Хардт, М. Мадсен) | 1:0 1:1 2:1 3:1 4:1         | 03:18 — Кен Андре Олимб (М. Ольсен, А. Бонсаксен) |                           | Судьи: Алекси Рантала Роман Гофман |
| |                             |                                                   |                           | Судьи: Алекси Рантала Роман Гофман |
| |                             |                                                   |                           | Судьи: Алекси Рантала Роман Гофман |
| |                             |                                                   |                           | Судьи: Алекси Рантала Роман Гофман |
| 8 мин | Штраф                       | 8 мин                                             |                           | Судьи: Алекси Рантала Роман Гофман |
| |                             |                                                   |                           |                                    |
| | 19                          | Броски                                            | 25                        |                                    |

| 10 мая 2015 16:15 | Словения | 1 : 3 (0:2, 1:0, 0:1) | США | ČEZ Арена, Острава Зрителей: 8202 |

| Отчёт                                         | Отчёт                                                | Отчёт | Отчёт                          | Отчёт                              |
| --------------------------------------------- | ---------------------------------------------------- | --- | ------------------------------ | ---------------------------------- |
|                                               |                                                      | |                                |                                    |
|                                               | Роберт Кристан — 00:00-57:27 58:00-58:14 59:42-60:00 | Вратари | 00:00-60:00 — Коннор Хеллебайк | Судьи: Алекси Рантала Роман Гофман |
|                                               | Голы:                                                | |                                | Судьи: Алекси Рантала Роман Гофман |
| Алеш Мушич — 26:54 (К. Ограеншек, К. Претнар) | 0:1 0:2 1:2 1:3                                      | 04:17 — Брок Нельсон (М. Райлли, Т. Льюис) 16:32 — Брок Нельсон (бол.) (Т. Льюис, Д. Фолк) 41:09 — Джек Айкел (Б. Нельсон, Т. Льюис) |                                | Судьи: Алекси Рантала Роман Гофман |
|                                               |                                                      | |                                | Судьи: Алекси Рантала Роман Гофман |
|                                               |                                                      | |                                | Судьи: Алекси Рантала Роман Гофман |
|                                               |                                                      | |                                | Судьи: Алекси Рантала Роман Гофман |
| 4 мин                                         | Штраф                                                | 6 мин |                                | Судьи: Алекси Рантала Роман Гофман |
|                                               |                                                      | |                                |                                    |
|                                               | 14                                                   | Броски | 21                             |                                    |

| 10 мая 2015 20:15 | Словакия | 2 : 3 (OT) (1:0, 0:1, 1:1, 0:1) | Россия | ČEZ Арена, Острава Зрителей: 8812 |

| Отчёт                                                                             | Отчёт                       | Отчёт | Отчёт                           | Отчёт                               |
| --------------------------------------------------------------------------------- | --------------------------- | --- | ------------------------------- | ----------------------------------- |
|                                                                                   |                             | |                                 |                                     |
|                                                                                   | Юлиус Гудачек — 00:00-62:06 | Вратари | 00:00-62:06 — Сергей Бобровский | Судьи: Павел Годек Владимир Шиндлер |
|                                                                                   | Голы:                       | |                                 | Судьи: Павел Годек Владимир Шиндлер |
| Томаш Копецки — 05:58 (Р. Паник, В. Дравецки) Мариан Габорик — 49:05 (Л. Гудачек) | 1:0 1:1 1:2 :2 2:3          | 27:07 — Сергей Мозякин (бол.) (М. Чудинов, Н. Кулёмин) 41:10 — Владимир Тарасенко (В. Антипин) 62:06 — Артемий Панарин |                                 | Судьи: Павел Годек Владимир Шиндлер |
|                                                                                   |                             | |                                 | Судьи: Павел Годек Владимир Шиндлер |
|                                                                                   |                             | |                                 | Судьи: Павел Годек Владимир Шиндлер |
|                                                                                   |                             | |                                 | Судьи: Павел Годек Владимир Шиндлер |
| 4 мин                                                                             | Штраф                       | 2 мин |                                 | Судьи: Павел Годек Владимир Шиндлер |
|                                                                                   |                             | |                                 |                                     |
|                                                                                   | 22                          | Броски | 32                              |                                     |

| 11 мая 2015 16:15 | Финляндия | 3 : 2 (Б) (0:0, 0:0, 2:2, 0:0, 1:0) | Беларусь | ČEZ Арена, Острава Зрителей: 8812 |

| Отчёт | Отчёт                       | Отчёт | Отчёт                                                | Отчёт                               |
| --- | --------------------------- | --- | ---------------------------------------------------- | ----------------------------------- |
| |                             | |                                                      |                                     |
| | Пекка Ринне — 00:00-65:00   | Вратари | 00:00-58:40 — Виталий Коваль 58:43-58:50 59:29-65:00 | Судьи: Даниэль Стрикер Тобиас Верли |
| | Голы:                       | |                                                      | Судьи: Даниэль Стрикер Тобиас Верли |
| Йоонас Донской — 51:57 (бол.) (Ю. Йокинен, Э. Линделл) Тему Хартикайнен — 52:51 (Й. Кемппайнен, Т. Яакола) Йоонас Донской — 65:00 (поб. бул.) Яркко Иммонен Йоонас Донской Юсси Йокинен | 0:1 :1 2:1 2:2 3:2 Буллиты: | 45:09 — Евгений Ковыршин (А. Кулаков, А. Степанов) 59:29 — Алексей Калюжный (А. Гаврус, С. Костицын) Сергей Костицын Андрей Степанов |                                                      | Судьи: Даниэль Стрикер Тобиас Верли |
| |                             | |                                                      | Судьи: Даниэль Стрикер Тобиас Верли |
| |                             | |                                                      | Судьи: Даниэль Стрикер Тобиас Верли |
| |                             | |                                                      | Судьи: Даниэль Стрикер Тобиас Верли |
| 8 мин | Штраф                       | 6 мин |                                                      | Судьи: Даниэль Стрикер Тобиас Верли |
| |                             | |                                                      |                                     |
| | 26                          | Броски | 25                                                   |                                     |

| 11 мая 2015 20:15 | Словения | 1 : 0 (1:0, 0:0, 0:0) | Дания | ČEZ Арена, Острава Зрителей: 6768 |

| Отчёт                                         | Отчёт                        | Отчёт   | Отчёт                                   | Отчёт                                     |
| --------------------------------------------- | ---------------------------- | ------- | --------------------------------------- | ----------------------------------------- |
|                                               |                              |         |                                         |                                           |
|                                               | Гашпер Кросель — 00:00-60:00 | Вратари | 00:00-57:53 — Себастьян Дам 59:10-59:36 | Судьи: Маркус Виннерборг Владимир Шиндлер |
|                                               | Голы:                        |         |                                         | Судьи: Маркус Виннерборг Владимир Шиндлер |
| Жига Панце — 10:00 (С. Ковачевич, А. Копитар) | 1:0                          |         |                                         | Судьи: Маркус Виннерборг Владимир Шиндлер |
|                                               |                              |         |                                         | Судьи: Маркус Виннерборг Владимир Шиндлер |
|                                               |                              |         |                                         | Судьи: Маркус Виннерборг Владимир Шиндлер |
|                                               |                              |         |                                         | Судьи: Маркус Виннерборг Владимир Шиндлер |
| 2 мин                                         | Штраф                        | 2 мин   |                                         | Судьи: Маркус Виннерборг Владимир Шиндлер |
|                                               |                              |         |                                         |                                           |
|                                               | 21                           | Броски  | 24                                      |                                           |

| 12 мая 2015 12:15 | Норвегия | 2 : 3 (0:1, 1:2, 1:0) | Беларусь | ČEZ Арена, Острава Зрителей: 8812 |

| Отчёт                                                                                       | Отчёт                                 | Отчёт | Отчёт                      | Отчёт                                |
| ------------------------------------------------------------------------------------------- | ------------------------------------- | --- | -------------------------- | ------------------------------------ |
|                                                                                             |                                       | |                            |                                      |
|                                                                                             | Ларс Хауген — 00:00-58:03 58:33-58:40 | Вратари | 00:00-60:00 — Кевин Лаланд | Судьи: Павел Ходек Маркус Виннерборг |
|                                                                                             | Голы:                                 | |                            | Судьи: Павел Ходек Маркус Виннерборг |
| Патрик Торесен — 32:20 (Й. Холёс, М. Олимб) Маттиас Нёрстебё — 45:13 (П. Торесен, М. Олимб) | 0:1 0:2 0:3 1:3 2:3                   | 07:29 — Алексей Калюжный (бол.) (А. Костицын, С. Костицын) 29:01 — Дмитрий Коробов (бол.) (А. Калюжный, С. Костицын) 32:03 — Андрей Костицын (бол.) (А. Степанов, А. Калюжный) |                            | Судьи: Павел Ходек Маркус Виннерборг |
|                                                                                             |                                       | |                            | Судьи: Павел Ходек Маркус Виннерборг |
|                                                                                             |                                       | |                            | Судьи: Павел Ходек Маркус Виннерборг |
|                                                                                             |                                       | |                            | Судьи: Павел Ходек Маркус Виннерборг |
| 16 мин                                                                                      | Штраф                                 | 10 мин |                            | Судьи: Павел Ходек Маркус Виннерборг |
|                                                                                             |                                       | |                            |                                      |
|                                                                                             | 24                                    | Броски | 17                         |                                      |

| 12 мая 2015 16:15 | США | 5 : 4 (OT) (2:0, 2:4, 0:0, 1:0) | Словакия | ČEZ Арена, Острава Зрителей: 8812 |

| Отчёт | Отчёт                              | Отчёт | Отчёт                                             | Отчёт                               |
| --- | ---------------------------------- | --- | ------------------------------------------------- | ----------------------------------- |
| |                                    | |                                                   |                                     |
| | Коннор Хеллебайк — 00:00-64:32     | Вратари | 00:00-04:11 — Ян Лацо 04:11-64:32 — Юлиус Гудачек | Судьи: Тобиас Верли Даниэль Пехачек |
| | Голы:                              | |                                                   | Судьи: Тобиас Верли Даниэль Пехачек |
| Бен Смит — 02:36 (М. Аркобелло, Дж. Мур) Сет Джонс — 04:11 (бол.) (Т. Льюис, Дж. Айкел) Андерс Ли — 20:27 (Н. Бонино, Дж. Фолк) Чарли Койл — 39:08 (А. Ли, З. Редмонд) Джек Айкел — 64:32 | 1:0 2:0 3:0 3:1 3:2 3:3 3:4 :4 5:4 | 26:29 — Мариан Габорик (бол.) (А. Месарош, В. Дравецкий) 30:36 — Адам Яношик (М. Серсен, М. Габорик) 36:27 — Владимир Дравецкий (Т. Копецки, М. Далога) 38:22 — Милан Бартович (Д. Граняк) |                                                   | Судьи: Тобиас Верли Даниэль Пехачек |
| |                                    | |                                                   | Судьи: Тобиас Верли Даниэль Пехачек |
| |                                    | |                                                   | Судьи: Тобиас Верли Даниэль Пехачек |
| |                                    | |                                                   | Судьи: Тобиас Верли Даниэль Пехачек |
| 10 мин | Штраф                              | 12 мин |                                                   | Судьи: Тобиас Верли Даниэль Пехачек |
| |                                    | |                                                   |                                     |
| | 34                                 | Броски | 25                                                |                                     |

| 12 мая 2015 20:15 | Финляндия | 3 : 2 (Б) (0:1, 1:0, 1:1, 0:0, 1:0) | Россия | ČEZ Арена, Острава Зрителей: 8812 |

| Отчёт | Отчёт                      | Отчёт | Отчёт                           | Отчёт                            |
| --- | -------------------------- | --- | ------------------------------- | -------------------------------- |
| |                            | |                                 |                                  |
| | Пекка Ринне — 00:00-65:00  | Вратари | 00:00-65:00 — Сергей Бобровский | Судьи: Микаэль Норд Тобиас Бьорк |
| | Голы:                      | |                                 | Судьи: Микаэль Норд Тобиас Бьорк |
| Александр Барков — 24:54 (бол.) (Ю. Йокинен, Я. Песонен) Йоонас Донской — 57:41 (Ю. Йокинен, А. Барков) Йоонас Донской — 65:00 (поб. бул.) Яркко Иммонен Йоонас Донской Юсси Йокинен Александр Барков Йоонас Донской | 0:1 :1 1:2 :2 3:2 Буллиты: | 18:04 — Сергей Мозякин (Н. Кулёмин, Е. Малкин) 54:54 — Артемий Панарин (М. Чудинов, Е. Дадонов) Артемий Панарин Сергей Мозякин Владимир Тарасенко Илья Ковальчук Артемий Панарин |                                 | Судьи: Микаэль Норд Тобиас Бьорк |
| |                            | |                                 | Судьи: Микаэль Норд Тобиас Бьорк |
| |                            | |                                 | Судьи: Микаэль Норд Тобиас Бьорк |
| |                            | |                                 | Судьи: Микаэль Норд Тобиас Бьорк |
| 25 мин | Штраф                      | 6 мин |                                 | Судьи: Микаэль Норд Тобиас Бьорк |
| |                            | |                                 |                                  |
| | 30                         | Броски | 35                              |                                  |

## Плей-офф
|  | Четвертьфиналы | Четвертьфиналы | Четвертьфиналы | Четвертьфиналы | Четвертьфиналы | Четвертьфиналы | Четвертьфиналы | Четвертьфиналы | Четвертьфиналы | Четвертьфиналы |        |        | Полуфиналы | Полуфиналы | Полуфиналы | Полуфиналы        | Полуфиналы        | Полуфиналы        | Полуфиналы        | Полуфиналы        | Полуфиналы        | Полуфиналы        |                   |                   | Финал             | Финал  | Финал  | Финал  | Финал  | Финал  | Финал  | Финал | Финал | Финал |
|  |                |                |                |                |                |                |                |                |                |                |        |        |            |            |            |                   |                   |                   |                   |                   |                   |                   |                   |                   |                   |        |        |        |        |        |        |       |       |       |
|  | А1             | Канада         | Канада         | Канада         | Канада         | Канада         | Канада         | Канада         | Канада         | 9              |        |        |            |            |            |                   |                   |                   |                   |                   |                   |                   |                   |                   |                   |        |        |        |        |        |        |       |       |       |
|  | А1             | Канада         | Канада         | Канада         | Канада         | Канада         | Канада         | Канада         | Канада         | 9              |        |        |            |            |            |                   |                   |                   |                   |                   |                   |                   |                   |                   |                   |        |        |        |        |        |        |       |       |       |
|  | B4             | Беларусь       | Беларусь       | Беларусь       | Беларусь       | Беларусь       | Беларусь       | Беларусь       | Беларусь       | 0              |        |        |            |            |            |                   |                   |                   |                   |                   |                   |                   |                   |                   |                   |        |        |        |        |        |        |       |       |       |
|  | B4             | Беларусь       | Беларусь       | Беларусь       | Беларусь       | Беларусь       | Беларусь       | Беларусь       | Беларусь       | 0              | WQF1   | Канада | Канада     | Канада     | Канада     | Канада            | Канада            | Канада            | Канада            | 2                 |                   |                   |                   |                   |                   |        |        |        |        |        |        |       |       |       |
|  |                |                |                |                |                |                |                |                |                |                | WQF1   | Канада | Канада     | Канада     | Канада     | Канада            | Канада            | Канада            | Канада            | 2                 |                   |                   |                   |                   |                   |        |        |        |        |        |        |       |       |       |
|  |                |                | WQF2           | Чехия          | Чехия          | Чехия          | Чехия          | Чехия          | Чехия          | Чехия          | Чехия  | 0      |            |            |            |                   |                   |                   |                   |                   |                   |                   |                   |                   |                   |        |        |        |        |        |        |       |       |       |
|  | B2             | Финляндия      | Финляндия      | Финляндия      | Финляндия      | Финляндия      | Финляндия      | Финляндия      | Финляндия      | Чехия          | Чехия  | 0      | 3          |            |            |                   |                   |                   |                   |                   |                   |                   |                   |                   |                   |        |        |        |        |        |        |       |       |       |
|  | B2             | Финляндия      | Финляндия      | Финляндия      | Финляндия      | Финляндия      | Финляндия      | Финляндия      | Финляндия      |                |        |        | 3          |            |            |                   |                   |                   |                   |                   |                   |                   |                   |                   |                   |        |        |        |        |        |        |       |       |       |
|  | A3             | Чехия          | Чехия          | Чехия          | Чехия          | Чехия          | Чехия          | Чехия          | Чехия          | 5              |        |        |            |            |            |                   |                   |                   |                   |                   |                   |                   |                   |                   |                   |        |        |        |        |        |        |       |       |       |
|  | A3             | Чехия          | Чехия          | Чехия          | Чехия          | Чехия          | Чехия          | Чехия          | Чехия          | 5              |        |        |            |            |            |                   |                   |                   |                   |                   |                   |                   | WSF1              | Канада            | Канада            | Канада | Канада | Канада | Канада | Канада | Канада | 6     |       |       |
|  |                |                |                |                |                |                |                |                |                |                |        |        |            |            |            |                   |                   |                   |                   |                   |                   |                   | WSF1              | Канада            | Канада            | Канада | Канада | Канада | Канада | Канада | Канада | 6     |       |       |
|  |                |                | WSF2           | Россия         | Россия         | Россия         | Россия         | Россия         | Россия         | Россия         | Россия | 1      |            |            |            |                   |                   |                   |                   |                   |                   |                   |                   |                   |                   |        |        |        |        |        |        |       |       |       |
|  | В1             | США            | США            | США            | США            | США            | США            | США            | США            | Россия         | Россия | 1      | 3          |            |            |                   |                   |                   |                   |                   |                   |                   |                   |                   |                   |        |        |        |        |        |        |       |       |       |
|  | В1             | США            | США            | США            | США            | США            | США            | США            | США            |                |        |        | 3          |            |            |                   |                   |                   |                   |                   |                   |                   |                   |                   |                   |        |        |        |        |        |        |       |       |       |
|  | А4             | Швейцария      | Швейцария      | Швейцария      | Швейцария      | Швейцария      | Швейцария      | Швейцария      | Швейцария      | 1              |        |        |            |            |            |                   |                   |                   |                   |                   |                   |                   |                   |                   |                   |        |        |        |        |        |        |       |       |       |
|  | А4             | Швейцария      | Швейцария      | Швейцария      | Швейцария      | Швейцария      | Швейцария      | Швейцария      | Швейцария      | 1              | WQF3   | США    | США        | США        | США        | США               | США               | США               | США               | 0                 |                   |                   |                   |                   |                   |        |        |        |        |        |        |       |       |       |
|  |                |                |                |                |                |                |                |                |                |                | WQF3   | США    | США        | США        | США        | США               | США               | США               | США               | 0                 |                   |                   |                   |                   |                   |        |        |        |        |        |        |       |       |       |
|  |                |                | WQF4           | Россия         | Россия         | Россия         | Россия         | Россия         | Россия         | Россия         | Россия | 4      |            |            |            |                   |                   |                   |                   |                   |                   |                   |                   |                   |                   |        |        |        |        |        |        |       |       |       |
|  | A2             | Швеция         | Швеция         | Швеция         | Швеция         | Швеция         | Швеция         | Швеция         | Швеция         | Россия         | Россия | 4      | 3          |            |            | Матч за 3-е место | Матч за 3-е место | Матч за 3-е место | Матч за 3-е место | Матч за 3-е место | Матч за 3-е место | Матч за 3-е место | Матч за 3-е место | Матч за 3-е место | Матч за 3-е место |        |        |        |        |        |        |       |       |       |
|  | A2             | Швеция         | Швеция         | Швеция         | Швеция         | Швеция         | Швеция         | Швеция         | Швеция         |                |        |        | 3          |            |            | Матч за 3-е место | Матч за 3-е место | Матч за 3-е место | Матч за 3-е место | Матч за 3-е место | Матч за 3-е место | Матч за 3-е место | Матч за 3-е место | Матч за 3-е место | Матч за 3-е место |        |        |        |        |        |        |       |       |       |
|  | В3             | Россия         | Россия         | Россия         | Россия         | Россия         | Россия         | Россия         | Россия         | 5              |        |        |            |            |            |                   |                   |                   |                   |                   |                   |                   |                   |                   |                   |        |        |        |        |        |        |       |       |       |
|  | В3             | Россия         | Россия         | Россия         | Россия         | Россия         | Россия         | Россия         | Россия         | 5              |        |        |            |            |            |                   |                   |                   |                   |                   |                   |                   |                   |                   |                   |        |        |        |        |        |        |       |       |       |
|  |                |                |                |                |                |                |                |                |                |                |        |        |            |            |            |                   |                   |                   |                   |                   |                   |                   |                   |                   | LSF1              | Чехия  | Чехия  | Чехия  | Чехия  | Чехия  | Чехия  | Чехия | Чехия | 0     |
|  |                |                |                |                |                |                |                |                |                |                |        |        |            |            |            |                   |                   |                   |                   |                   |                   |                   |                   |                   | LSF1              | Чехия  | Чехия  | Чехия  | Чехия  | Чехия  | Чехия  | Чехия | Чехия | 0     |
|  |                |                |                |                |                |                |                |                |                |                |        |        |            |            |            |                   |                   |                   |                   |                   |                   |                   |                   |                   | LSF2              | США    | США    | США    | США    | США    | США    | США   | США   | 3     |
|  |                |                |                |                |                |                |                |                |                |                |        |        |            |            |            |                   |                   |                   |                   |                   |                   |                   |                   |                   | LSF2              | США    | США    | США    | США    | США    | США    | США   | США   | 3     |

### Четвертьфиналы
Время местное (UTC+2).
| 14 мая 2015 15:15 | США | 3 : 1 (0:1, 2:0, 1:0) | Швейцария | ČEZ Арена, Острава Зрителей: 6495 |

| Отчёт | Отчёт                          | Отчёт              | Отчёт                    | Отчёт                            |
| --- | ------------------------------ | ------------------ | ------------------------ | -------------------------------- |
| |                                |                    |                          |                                  |
| | Коннор Хеллебайк — 00:00-60:00 | Вратари            | 00:00-57:35 — Рето Берра | Судьи: Вячеслав Буланов Юри Рённ |
| | Голы:                          |                    |                          | Судьи: Вячеслав Буланов Юри Рённ |
| Бен Смит — 30:17 (Дж. Веси, М. Аркобелло) Чарли Койл — 31:14 (С. Джонс, А. Ли) Джейк Гардинер — 50:33 (Ч. Койл, А. Ли) | 0:1 :1 2:1 3:1                 | 13:06 — Роман Йоси |                          | Судьи: Вячеслав Буланов Юри Рённ |
| |                                |                    |                          | Судьи: Вячеслав Буланов Юри Рённ |
| |                                |                    |                          | Судьи: Вячеслав Буланов Юри Рённ |
| |                                |                    |                          | Судьи: Вячеслав Буланов Юри Рённ |
| 6 мин | Штраф                          | 4 мин              |                          | Судьи: Вячеслав Буланов Юри Рённ |
| |                                |                    |                          |                                  |
| | 24                             | Броски             | 22                       |                                  |

| 14 мая 2015 16:15 | Канада | 9 : 0 (4:0, 2:0, 3:0) | Беларусь | O2 Арена, Прага Зрителей: 15 126 |

| Отчёт | Отчёт                               | Отчёт   | Отчёт                      | Отчёт                                 |
| --- | ----------------------------------- | ------- | -------------------------- | ------------------------------------- |
| |                                     |         |                            |                                       |
| | Майк Смит — 00:00-60:00             | Вратари | 00:00-60:00 — Кевин Лаланд | Судьи: Тимоти Майер Маркус Виннерборг |
| | Голы:                               |         |                            | Судьи: Тимоти Майер Маркус Виннерборг |
| Брент Бёрнс — 00:27 (Т. Холл, С. Кросби) Тайлер Эннис — 07:36 (Дж. Маззин, Т. Бэрри) Райан О’Райли — 10:15 (Б. Бёрнс) Тайлер Сегин — 17:28 (бол.) (Дж. Спецца) Тайлер Сегин — 23:23 (Дж. Маззин, Ш. Кутюрье) Брент Бёрнс — 31:08 (бол.) (Дж. Эберле, Р. О'Райли) Тайлер Сегин — 50:32 (бол.) (Т. Холл) Райан О’Райли — 53:02 (Д. Савард, К. Жиру) Джейсон Спецца — 55:19 (Б. Бёрнс) | 1:0 2:0 3:0 4:0 5:0 6:0 7:0 8:0 9:0 |         |                            | Судьи: Тимоти Майер Маркус Виннерборг |
| |                                     |         |                            | Судьи: Тимоти Майер Маркус Виннерборг |
| |                                     |         |                            | Судьи: Тимоти Майер Маркус Виннерборг |
| |                                     |         |                            | Судьи: Тимоти Майер Маркус Виннерборг |
| 6 мин | Штраф                               | 10 мин  |                            | Судьи: Тимоти Майер Маркус Виннерборг |
| |                                     |         |                            |                                       |
| | 50                                  | Броски  | 24                         |                                       |

| 14 мая 2015 19:15 | Швеция | 3 : 5 (0:2, 1:1, 2:2) | Россия | ČEZ Арена, Острава Зрителей: 7248 |

| Отчёт | Отчёт                                                              | Отчёт | Отчёт                           | Отчёт                                |
| --- | ------------------------------------------------------------------ | --- | ------------------------------- | ------------------------------------ |
| |                                                                    | |                                 |                                      |
| | Юнас Энрот — 00:00-22:30 Андерс Нильссон — 22:30-57:53 58:13-58:22 | Вратари | 00:00-60:00 — Сергей Бобровский | Судьи: Тобиас Верли Владимир Шиндлер |
| | Голы:                                                              | |                                 | Судьи: Тобиас Верли Владимир Шиндлер |
| Джон Клингберг — 31:01 (бол.) (А. Ландер) Антон Ландер — 43:36 (Дж. Клингберг, О. Экман-Ларссон) Луи Эрикссон — 54:45 (М. Экхольм, А. Ландер) | 0:1 0:2 0:3 1:3 2:3 3:3 3:4 3:5                                    | 10:51 — Сергей Мозякин (бол.) (В. Тарасенко, Е. Малкин) 16:01 — Сергей Широков (В. Тарасенко, В. Тихонов) 20:48 — Евгений Малкин (А. Белов, Н. Кулёмин) 55:11 — Евгений Малкин (Н. Кулёмин, С. Мозякин) 58:13 — Владимир Тарасенко (Е. Малкин)(п.в.) |                                 | Судьи: Тобиас Верли Владимир Шиндлер |
| |                                                                    | |                                 | Судьи: Тобиас Верли Владимир Шиндлер |
| |                                                                    | |                                 | Судьи: Тобиас Верли Владимир Шиндлер |
| |                                                                    | |                                 | Судьи: Тобиас Верли Владимир Шиндлер |
| 16 мин | Штраф                                                              | 14 мин |                                 | Судьи: Тобиас Верли Владимир Шиндлер |
| |                                                                    | |                                 |                                      |
| | 28                                                                 | Броски | 28                              |                                      |

| 14 мая 2015 20:15 | Финляндия | 3 : 5 (1:1, 1:2, 1:2) | Чехия | O2 Арена, Прага Зрителей: 17 383 |

| Отчёт | Отчёт                                | Отчёт | Отчёт                         | Отчёт                                 |
| --- | ------------------------------------ | --- | ----------------------------- | ------------------------------------- |
| |                                      | |                               |                                       |
| | Пекка Рине — 00:00-58:38 59:37-60:00 | Вратари | 00:00-60:00 — Ондржей Павелец | Судьи: Константин Оленин Роман Гофман |
| | Голы:                                | |                               | Судьи: Константин Оленин Роман Гофман |
| Туомо Рууту — 17:19 (П. Контиола, С. Лепистё) Юсси Йокинен — 23:45 (С. Лепистё, Й. Донской) Александр Барков — 44:24 (Ю. Йокинен) | 0:1 :1 2:1 2:2 2:3 :3 3:4 3:5        | 08:56 — Ян Коварж (М. Эрат, Я. Клепиш) 33:51 — Яромир Ягр (бол.) (Я. Ворачек, Я. Коварж) 35:28 — Ян Коварж (бол.) (Я. Ягр, Я. Ворачек) 55:30 — Яромир Ягр 59:37 — Владимир Соботка (п.в.) |                               | Судьи: Константин Оленин Роман Гофман |
| |                                      | |                               | Судьи: Константин Оленин Роман Гофман |
| |                                      | |                               | Судьи: Константин Оленин Роман Гофман |
| |                                      | |                               | Судьи: Константин Оленин Роман Гофман |
| 10 мин | Штраф                                | 6 мин |                               | Судьи: Константин Оленин Роман Гофман |
| |                                      | |                               |                                       |
| | 22                                   | Броски | 32                            |                                       |

### Полуфиналы
Время местное (UTC+2).
| 16 мая 2015 15:15 | Канада | 2 : 0 (1:0, 1:0, 0:0) | Чехия | O2 Арена, Прага Зрителей: 17 383 |

| Отчёт                                                                                    | Отчёт                   | Отчёт   | Отчёт                         | Отчёт                                     |
| ---------------------------------------------------------------------------------------- | ----------------------- | ------- | ----------------------------- | ----------------------------------------- |
|                                                                                          |                         |         |                               |                                           |
|                                                                                          | Майк Смит — 00:00-60:00 | Вратари | 00:00-58:48 — Ондржей Павелец | Судьи: Маркус Виннерборг Вячеслав Буланов |
|                                                                                          | Голы:                   |         |                               | Судьи: Маркус Виннерборг Вячеслав Буланов |
| Тэйлор Холл — 08:40 (С. Кросби, Дж. Эберле) Джейсон Спецца — 29:02 (Д. Хэмьюс, М. Дюшен) | 1:0 2:0                 |         |                               | Судьи: Маркус Виннерборг Вячеслав Буланов |
|                                                                                          |                         |         |                               | Судьи: Маркус Виннерборг Вячеслав Буланов |
|                                                                                          |                         |         |                               | Судьи: Маркус Виннерборг Вячеслав Буланов |
|                                                                                          |                         |         |                               | Судьи: Маркус Виннерборг Вячеслав Буланов |
| 4 мин                                                                                    | Штраф                   | 4 мин   |                               | Судьи: Маркус Виннерборг Вячеслав Буланов |
|                                                                                          |                         |         |                               |                                           |
|                                                                                          | 41                      | Броски  | 23                            |                                           |

| 16 мая 2015 19:15 | США | 0 : 4 (0:0, 0:0, 0:4) | Россия | O2 Арена, Прага Зрителей: 14 938 |

| Отчёт | Отчёт                                                  | Отчёт | Отчёт                           | Отчёт                        |
| ----- | ------------------------------------------------------ | --- | ------------------------------- | ---------------------------- |
|       |                                                        | |                                 |                              |
|       | Коннор Хеллебайк — 00:00-55:43 56:11-56:31 58:35-60:00 | Вратари | 00:00-60:00 — Сергей Бобровский | Судьи: Тобиас Верли Юри Рённ |
|       | Голы:                                                  | |                                 | Судьи: Тобиас Верли Юри Рённ |
|       | 0:1 0:2 0:3 0:4                                        | 47:17 — Сергей Мозякин (С. Бобровский) 50:19 — Александр Овечкин 55:28 — Вадим Шипачёв (С. Мозякин, Н. Кулёмин) 58:35 — Евгений Малкин (п.в.) (А. Овечкин) |                                 | Судьи: Тобиас Верли Юри Рённ |
|       |                                                        | |                                 | Судьи: Тобиас Верли Юри Рённ |
|       |                                                        | |                                 | Судьи: Тобиас Верли Юри Рённ |
|       |                                                        | |                                 | Судьи: Тобиас Верли Юри Рённ |
| 6 мин | Штраф                                                  | 4 мин |                                 | Судьи: Тобиас Верли Юри Рённ |
|       |                                                        | |                                 |                              |
|       | 35                                                     | Броски | 30                              |                              |

### Матч за 3-е место
Время местное (UTC+2).
| 17 мая 2015 16:15 | Чехия | 0 : 3 (0:2, 0:1, 0:0) | США | O2 Арена, Прага Зрителей: 15 007 |

| Отчёт | Отчёт                         | Отчёт | Отчёт                          | Отчёт                             |
| ----- | ----------------------------- | --- | ------------------------------ | --------------------------------- |
|       |                               | |                                |                                   |
|       | Ондржей Павелец — 00:00-57:18 | Вратари                                                                                                  | 00:00-60:00 — Коннор Хеллебайк | Судьи: Маркус Виннерборг Юри Рённ |
|       | Голы:                         | |                                | Судьи: Маркус Виннерборг Юри Рённ |
|       | 0:1 0:2 0:3                   | 07:25 — Ник Бонино (Ч. Койл, Б. Нельсон) 18:13 — Тревор Льюис (Дж. Айкел) 39:10 — Чарли Койл (Н. Бонино) |                                | Судьи: Маркус Виннерборг Юри Рённ |
|       |                               | |                                | Судьи: Маркус Виннерборг Юри Рённ |
|       |                               | |                                | Судьи: Маркус Виннерборг Юри Рённ |
|       |                               | |                                | Судьи: Маркус Виннерборг Юри Рённ |
| 6 мин | Штраф                         | 12 мин                                                                                                   |                                | Судьи: Маркус Виннерборг Юри Рённ |
|       |                               | |                                |                                   |
|       | 16                            | Броски                                                                                                   | 39                             |                                   |

### Финал
Время местное (UTC+2).
| 17 мая 2015 20:45 | Канада | 6 : 1 (1:0, 3:0, 2:1) | Россия | O2 Арена, Прага Зрителей: 17 383 |

| Отчёт | Отчёт                       | Отчёт                                           | Отчёт                           | Отчёт                                |
| --- | --------------------------- | ----------------------------------------------- | ------------------------------- | ------------------------------------ |
| |                             |                                                 |                                 |                                      |
| | Майк Смит — 00:00-60:00     | Вратари                                         | 00:00-60:00 — Сергей Бобровский | Судьи: Тобиас Верли Владимир Шиндлер |
| | Голы:                       |                                                 |                                 | Судьи: Тобиас Верли Владимир Шиндлер |
| Коди Икин — 18:10 (Дж. Маззин, Т. Эннис) Тайлер Эннис — 21:56 (Ш. Кутюрье, К. Икин) Сидни Кросби — 27:22 (Д. Хэмьюс, Дж. Эберле) Тайлер Сегин — 28:06 (Т. Бэрри, К. Жиру) Клод Жиру — 48:58 (бол.) (Р. О'Райли, С. Кросби) Натан Маккиннон — 49:50 (Д. Савард) | 1:0 2:0 3:0 4:0 5:0 6:0 6:1 | 52:47 — Евгений Малкин (Д. Куликов, С. Мозякин) |                                 | Судьи: Тобиас Верли Владимир Шиндлер |
| |                             |                                                 |                                 | Судьи: Тобиас Верли Владимир Шиндлер |
| |                             |                                                 |                                 | Судьи: Тобиас Верли Владимир Шиндлер |
| |                             |                                                 |                                 | Судьи: Тобиас Верли Владимир Шиндлер |
| 4 мин | Штраф                       | 10 мин                                          |                                 | Судьи: Тобиас Верли Владимир Шиндлер |
| |                             |                                                 |                                 |                                      |
| | 37                          | Броски                                          | 12                              |                                      |

## Итоговое положение команд
|  | Условные цветовые обозначения |
|  | ----------------------------- |
|  | Команда — чемпион мира        |
|  | Команда — серебряный призёр   |
|  | Команда — бронзовый призёр    |
|  | Переходящие в Первый дивизион |

| 1   | Канада    |
| 2   | Россия    |
| 3   | США       |
| 4.  | Чехия     |
| 5.  | Швеция    |
| 6.  | Финляндия |
| 7.  | Беларусь  |
| 8.  | Швейцария |
| 9.  | Словакия  |
| 10. | Германия  |
| 11. | Норвегия  |
| 12. | Франция   |
| 13. | Латвия    |
| 14. | Дания     |
| 15. | Австрия   |
| 16. | Словения  |

## Чемпион
| Чемпион мира по хоккею с шайбой 2015 |
| Канада Двадцать пятый титул          |

## Статистика чемпионата

### Полевые игроки
Список игроков отсортирован сначала по количеству очков, затем — по количеству забитых шайб, при равенстве очков и голов выше стоит хоккеист, который провёл меньшее число матчей, если равны и очки, и голы, и матчи, то выше стоит хоккеист, у которого больше +/-.
| М  | Игрок                | И  | Г | П  | О  | Штр | +/− |
| -- | -------------------- | -- | - | -- | -- | --- | --- |
| 1  | Джейсон Спецца       | 10 | 6 | 8  | 14 | 2   | +7  |
| 2  | Джордан Эберле       | 10 | 5 | 8  | 13 | 0   | +8  |
| 3  | Тэйлор Холл          | 10 | 7 | 5  | 12 | 6   | +8  |
| 4  | Сергей Мозякин       | 10 | 6 | 6  | 12 | 0   | +8  |
| 5  | Мэтт Дюшен           | 10 | 4 | 8  | 12 | 2   | +10 |
| 6  | Оливер Экман-Ларссон | 8  | 2 | 10 | 12 | 6   | +4  |
| 7  | Сидни Кросби         | 9  | 4 | 7  | 11 | 2   | +1  |
| 8  | Евгений Дадонов      | 10 | 4 | 7  | 11 | 2   | +4  |
| 9  | Юсси Йокинен         | 8  | 3 | 8  | 11 | 0   | +3  |
| 10 | Брент Бёрнс          | 10 | 2 | 9  | 11 | 4   | +11 |
| 10 | Райан О’Райли        | 10 | 2 | 9  | 11 | 0   | +10 |
| 12 | Брок Нельсон         | 10 | 6 | 4  | 10 | 8   | +7  |
| 13 | Алексей Калюжный     | 8  | 5 | 5  | 10 | 6   | +5  |
| 14 | Евгений Малкин       | 9  | 5 | 5  | 10 | 8   | +8  |
| 15 | Артемий Панарин      | 10 | 5 | 5  | 10 | 4   | +4  |
| 16 | Луи Эрикссон         | 8  | 4 | 6  | 10 | 0   | +5  |
| 17 | Лаурис Дарзиньш      | 7  | 3 | 7  | 10 | 2   | +2  |
| 18 | Клод Жиру            | 10 | 3 | 7  | 10 | 4   | +11 |
| 18 | Якуб Ворачек         | 10 | 3 | 7  | 10 | 6   | 0   |
| 20 | Тайлер Сегин         | 10 | 9 | 0  | 9  | 2   | +9  |
| 21 | Филип Форсберг       | 8  | 8 | 1  | 9  | 10  | +5  |
| 22 | Яромир Ягр           | 9  | 6 | 3  | 9  | 8   | +2  |
| 23 | Каспар Даугавиньш    | 7  | 5 | 4  | 9  | 4   | +2  |
| 24 | Натан Маккиннон      | 10 | 4 | 5  | 9  | 6   | +6  |
| 24 | Вадим Шипачёв        | 10 | 4 | 5  | 9  | 2   | +2  |
| 26 | Йоонас Кемппайнен    | 8  | 3 | 6  | 9  | 0   | +2  |
| 27 | Ян Коварж            | 10 | 3 | 6  | 9  | 6   | 0   |
| 27 | Тревор Льюис         | 10 | 3 | 6  | 9  | 6   | +6  |
| 29 | Андрей Костицын      | 7  | 2 | 7  | 9  | 16  | +5  |
| 30 | Йоонас Донской       | 8  | 5 | 3  | 8  | 0   | +4  |

Примечание: М — Место в рейтинге; И = Количество проведённых игр; Г = Голы; П = Голевые передачи; О = Очки; Штр = Штрафное время; +/− = Плюс-минус
По данным: http://stats.iihf.com/Hydra/414/IHM414000_85B_49_0.pdf на конец 17 мая

### Лучшие вратари
В список включены пять лучших вратарей, сыгравшие не менее 40 % от всего игрового времени их сборной.
| М | Игрок            | В      | Бр  | ПШ | КН   | %ОБ   | И"0" |
| - | ---------------- | ------ | --- | -- | ---- | ----- | ---- |
| 1 | Коннор Хеллебайк | 482:00 | 200 | 11 | 1.37 | 93.60 | 2    |
| 2 | Себастьян Дам    | 297:19 | 161 | 11 | 2.22 | 93.17 | 0    |
| 3 | Майк Смит        | 480:00 | 172 | 12 | 1.50 | 93.02 | 2    |
| 4 | Пекка Ринне      | 427:16 | 166 | 12 | 1.69 | 92.77 | 3    |
| 5 | Кристобаль Юэ    | 287:46 | 119 | 10 | 2.09 | 92.25 | 1    |

Примечание: М — Место в рейтинге; В = Количество сыгранных минут; Бр = Броски; ПШ = Пропущено шайб; КН = Коэффициент надёжности; %ОБ = Процент отражённых бросков; И"0" = «Сухие игры»
Источник: официальный сайт

### Индивидуальные награды
Самый ценный игрок (MVP):
- Яромир Ягр

Лучшие игроки:
- Вратарь:  Пекка Ринне
- Защитник:  Брент Бёрнс
- Нападающий:  Джейсон Спецца

Символическая сборная:
- Вратарь:  Коннор Хеллебайк
- Защитники:  Брент Бёрнс —  Оливер Экман-Ларссон
- Нападающие:  Яромир Ягр —  Джейсон Спецца —  Тэйлор Холл

## Трансляция чемпионата
Права на трансляцию чемпионата мира получили свыше 160 стран.